# Insurrection islamiste au Pakistan
Cette page se comprend mieux avec la lecture de Guerre d'Afghanistan (2001-2021).
- En bleu, les régions tribales du Pakistan.
- En jaune, le Waziristan du Nord, qui fait partie des régions tribales.
- En vert, la province de Khyber Pakhtunkhwa.

Batailles
Bataille de Wana (2004) • Assaut de la Mosquée rouge (2007) • Première bataille de Swat (2007) • Bataille de Bajaur (2008) • Seconde bataille de Swat (2009) • Opération Rah-e-Nijat (2009) • Offensive d'Orakzai et de Kurram (2010 - 2011) • Opération Brekhna (2011) • Opération Zarb-e-Azb (2014)
Le conflit du Khyber Pakhtunkhwa aussi appelé insurrection islamiste ou insurrection talibane au Pakistan, oppose l'armée pakistanaise à divers mouvements islamistes armés, dont surtout le Tehrik-e-Taliban Pakistan constitué en 2007 et l'État islamique apparu en 2015. Le conflit a commencé en 2004 au Waziristan, lorsque la tension accumulée à la suite de la traque d'éléments d'Al-Qaïda par l'armée dégénère en résistance armée de la part de tribus pachtounes. Bien que surtout centré sur les régions tribales et la province de Khyber Pakhtunkhwa, le conflit a débordé sur l'ensemble du pays, de nombreux attentats ayant eu lieu dans les grandes villes.
La stratégie du gouvernement pakistanais a plusieurs fois changé entre négociations et reprises des offensives. Immédiatement après le début des combats, des accords de paix ont été signés, puis les hostilités ont repris avec l'Assaut de la Mosquée rouge en 2007. Alors que l'insurrection étend son territoire, des tentatives de trêves infructueuses ont eu lieu début 2009. Marquant un tournant dans le conflit, la vallée de Swat est reprise par l'armée en juin 2009 et les opérations militaires se multiplient dans les régions tribales, jusqu'à la reprise totale des territoires insurgés en 2016. Après une nette accalmie des violences, la chute de Kaboul en 2021 permet toutefois à l’insurrection de reprendre de vigueur. Les attaques transfrontalières se multiplient et l’insurrection s'étend vers le Baloutchistan.
Les actions pakistanaises sont présentées comme faisant partie de la « guerre contre le terrorisme » décrétée par l'administration Bush après les attentats du 11 septembre 2001 et liées à la guerre d'Afghanistan, le pays bénéficiant d'un soutien militaire et financier des États-Unis. Les autorités pakistanaises refusent toutefois d'attaquer certains groupes talibans basés au Pakistan et frappant en Afghanistan et sont ainsi accusées de mener une « stratégie sélective ». Jusqu'en 2019, l'administration américaine bombarde régulièrement certaines zones des régions tribales et fait souvent pression sur le gouvernement pakistanais afin qu'il élargisse ses offensives. Ce conflit aurait causé la mort de quelque 70 000 personnes, dont 35 000 combattants islamistes, 9 000 membres des forces de sécurité et jusqu'à 25 000 civils, dont plus de 5 000 morts durant des attentats et jusqu'à plusieurs millions de déplacés internes.

## Contexte
À la suite des attentats du 11 septembre 2001, le gouvernement pakistanais alors dirigé par le président Pervez Musharraf annonce sa volonté de lutter contre l'extrémisme et les talibans. Jusqu'ici le Pakistan avait soutenu les talibans dans leur lutte pour le pouvoir dans le cadre de la guerre civile en Afghanistan. Islamabad est pourtant depuis accusé de « jouer un double jeu », surtout en ce qui concerne les services de renseignements pakistanais (ISI) qui sont toujours accusés d'aider les talibans.
Entre 2001 et le début des combats en 2004, la tension n'a cessé de s'accumuler dans le pays entre les autorités et les islamistes radicaux.

## Relations entre le Pakistan et les talibans afghans

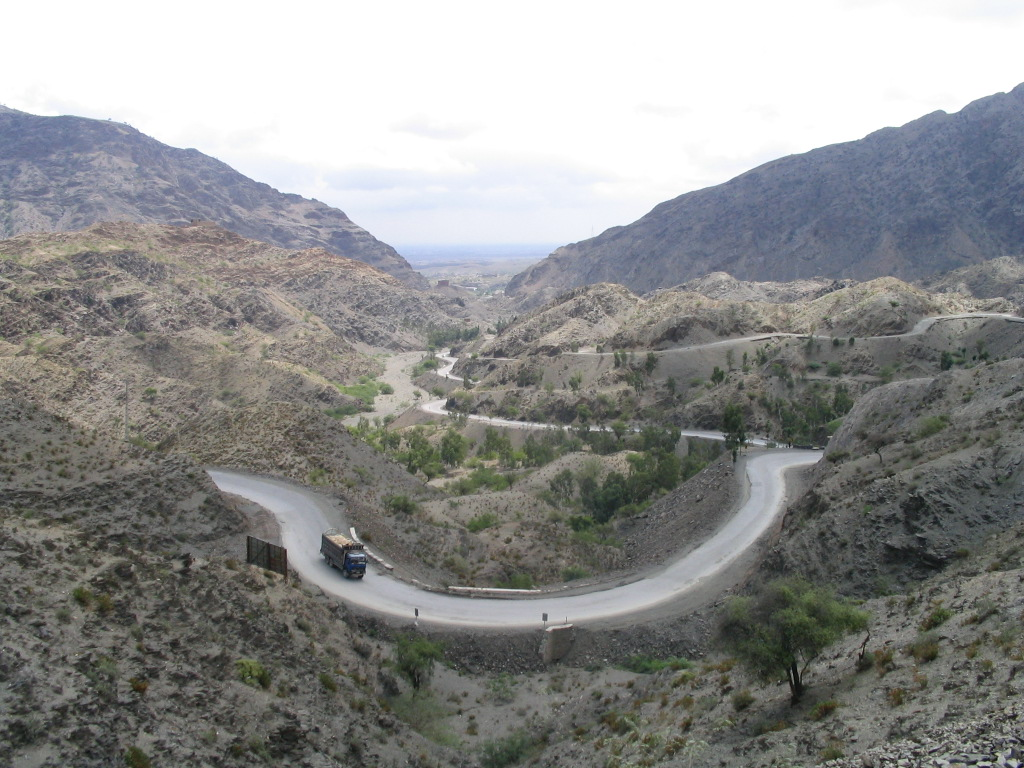
La passe de Khyber, un des principaux points de passages entre le Pakistan et l'Afghanistan.

Le Pakistan a longtemps soutenu matériellement les talibans dans leur lutte pour le pouvoir en Afghanistan, le pays ayant d'ailleurs officiellement reconnu l'Émirat islamique de l'Afghanistan dirigé par le Mollah Omar. Après septembre 2001, le gouvernement ne les soutient plus officiellement mais les autorités, et surtout les militaires et les services de renseignements, sont depuis accusés de toujours soutenir les talibans. L'armée est suspectée d'être infiltrée par les militants islamistes. Cependant l'armée pakistanaise se bat, dans le cadre de ce conflit, contre les talibans pakistanais, force constituée de plusieurs groupes alliés à Al-Qaïda et opposés au gouvernement pakistanais. L'armée pakistanaise refuse toutefois de cibler les talibans afghans présents sur son territoire (particulièrement le réseau Haqqani au Waziristan du Nord), et l'organe politique des talibans actifs en Afghanistan est basée en territoire pakistanais (la choura de Quetta) et est resté dirigé par le Mollah Omar jusqu'à sa mort. La présence d'Oussama ben Laden à Abbottabad, ville située près de la capitale où l'armée est très présente, est également source de suspicions. Le Pakistan dément aujourd'hui fermement tout soutien envers les talibans.
Les raisons de ce soutien sont stratégiques. Le Pakistan ne souhaite pas l'émergence d'un Afghanistan fort, qui pourrait revendiquer les territoires pakistanais à majorité pachtoune et surtout mettre le pays en étau en s'alliant avec l'Inde. Les talibans ont toutefois été perçus comme des alliés permettant de tenir l'Afghanistan dans l'aire d'influence du Pakistan. Ce dernier est aujourd'hui soucieux d'être un interlocuteur incontournable dans les futures négociations de paix entre les talibans et les autorités afghanes, et conserverait donc ses liens avec certains talibans, menant ainsi envers les insurgés islamistes une « stratégie sélective ». Le Pakistan ferait également pression sur les talibans afghans pour qu'ils coupent leur relation avec Al-Qaïda. De plus, le Pakistan est un pays fragile, où les religieux et surtout les militaires disposent d'une influence importante, et ceux-ci sont traditionnellement hostiles à la lutte contre les talibans afghans. Des opérations militaires contre eux risqueraient d'accentuer les divisions et l'instabilité du pays.
Pourtant, certains éléments montreraient un changement d'attitude ces dernières années. Par exemple, l'arrestation d'Abdul Ghani Baradar, un des plus importants commandants talibans par une opération conjointe de la CIA et de l'ISI en 2010 est perçue comme un signe encourageant. L'armée et les services de renseignement effectueraient aussi des « purges » au sein de leurs rangs dans le but de réduire les éléments infiltrés. Les prises de fonction des chefs de l'armée Raheel Sharif en 2013 et Qamar Javed Bajwa en 2016 sont également perçues comme un changement de priorité.

## Recrudescence de l'insurrection islamiste

### Nord-Ouest, foyer de l'insurrection

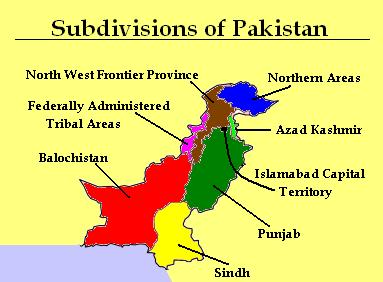
Les régions tribales en violet sur cette carte.

L'insurrection talibane a débuté dans les années 1990 dans les régions tribales, et n'a cessé de s'intensifier depuis, surtout depuis l'apparition du Tehrik-e-Taliban Pakistan qui s'est constitué fin 2007. Au Pakistan, les talibans recrutent souvent leurs combattants parmi les enfants et les adolescents étudiants dans les écoles coraniques, ces dernières étant tolérées par les autorités. Le nombre de personnes étudiant dans ces écoles est estimé à environ un million. Les talibans profitent également des bavures de l'armée américaine et de l'armée pakistanaise qui tuent de nombreux civils dans le Nord-Ouest du pays, d'autant plus que les talibans se mêlent souvent aux civils, comme leur famille ou leur tribu. Plus de 5 000 civils auraient été tués en dehors des attentats, étant souvent pris entre les feux des talibans et de l'armée pakistanaise.
Récemment, la problématique des talibans pendjabis et de diverses mouvances islamistes basés dans le sud de la province du Pendjab, a été mise en avant, et fait l'objet de polémique dans le pays.

### Karachi, une ville instable
Karachi, la plus grande ville du Pakistan, comprenant de vastes quartiers pauvres, serait devenu la base arrière des talibans dont ils se servent pour mener des actions violentes dans le Nord du pays et recruter de nouveaux combattants. Depuis plus de vingt ans, les violences sont quasi-quotidiennes dans la ville, où la mafia serait très présente et où les conflits ethniques sont importants. Les partis politiques du MQM et de l'ANP se renvoient souvent la responsabilité de ces attaques. Le MQM porte pour responsable des violences la minorité pachtoune, très présente à Karachi, immigrée ces 20 dernières années et l'ANP, représentant les Pachtounes, accuse ses opposants d'amalgame et de racisme alors que le parti dénonce également les rebelles islamistes. Les tensions politiques et ethniques sont ainsi très fortes, et les insurgés pakistanais, qui seraient très présents dans la ville, la déstabilisent facilement.
Les attentats-suicides restent toutefois relativement rares dans la ville. C'est pourtant à Karachi qu'a eu lieu l'attentat à la bombe le plus meurtrier de l'histoire du pays : le 27 décembre 2007, un attentat visant Benazir Bhutto tue 139 de ses partisans.

## Forces en présences

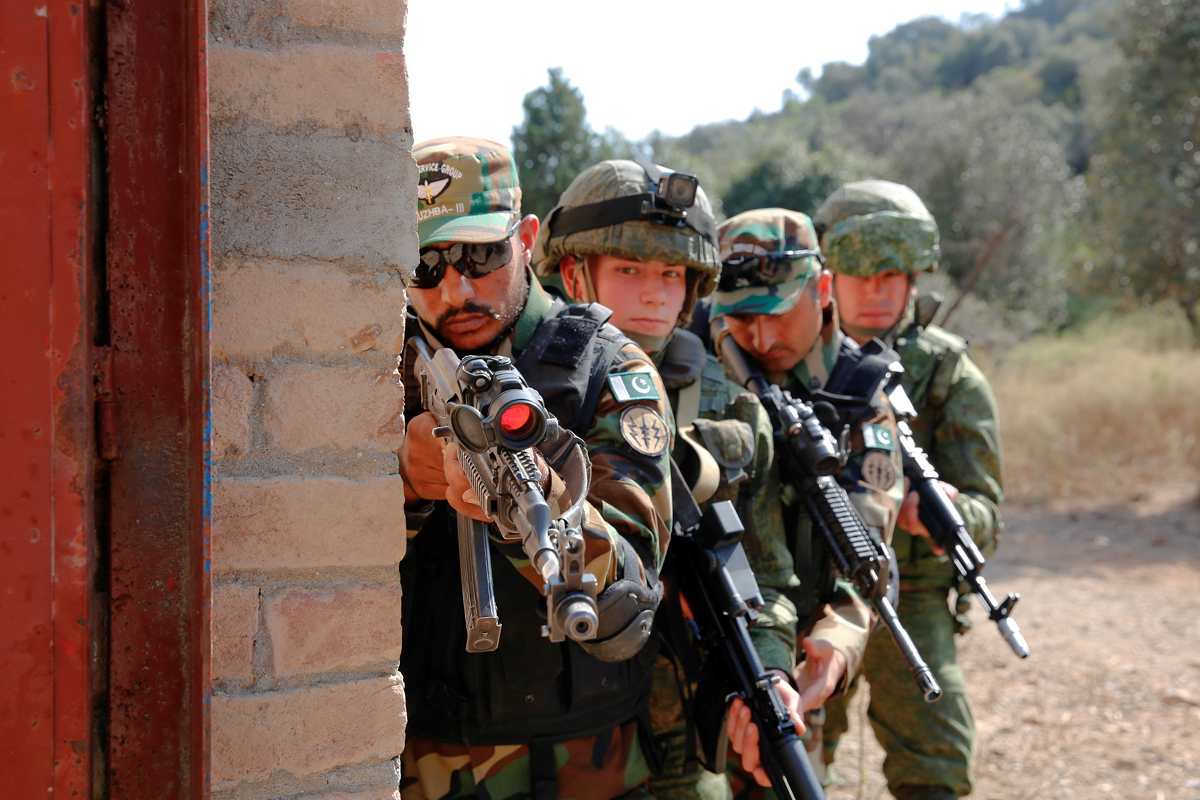
Les Special Service Group effectuant un exercice avec l'armée russe.

L'armée pakistanaise est forte de quelque 600 000 hommes, auxquels il faut ajouter les forces paramilitaires, soit 70 000 hommes des Frontier Corps et 25 000 des Frontier Constabulary, qui sont surtout déployés à l'ouest du pays, sur la frontière avec l'Afghanistan. Les 100 000 Rangers, autre force paramilitaire, se tiennent quant à eux à l'est du pays, à la frontière avec l'Inde. Tous ces hommes sont sous le contrôle de l’État et donc du gouvernement fédéral. Toutefois, la hiérarchie militaire dispose d'une énorme influence concernant la politique militaire du pays. On compte aussi plus de 400 000 policiers civils dans les quatre provinces, sous contrôle des gouvernements provinciaux. Au total, on obtient environ 1,2 million de membres des forces de sécurité publiques.
Quelque 147 000 soldats de l'armée sont déployés dans le nord-ouest du pays en 2011, dans les régions tribales et la province Khyber Pakhtunkhwa, en plus des forces paramilitaires et de police. Ce déploiement est sans précédent dans l'histoire du pays alors que la politique militaire est traditionnellement tournée vers l'Inde. Malgré tout, la majorité des soldats de l'armée est toujours déployée dans l'est du pays, le long de la frontière avec l'Inde. Ces forces souffrent souvent d'une mauvaise formation à la contre-insurrection, mais les Special Service Group ont été formés à la lutte antiterroriste par des instructeurs américains et russes.
Les effectifs des différents groupes opposés au gouvernement sont difficilement évaluables. Les forces des talibans pakistanais sont estimées à plus de 40 000 hommes, surtout des hommes du Tehrik-e-Taliban Pakistan et du Lashkar-e-Islam. Pourtant le dirigeant de ce dernier groupe, Mangal Bagh, a prétendu avoir 180 000 hommes sous ses ordres en 2008, alors que des études indépendantes évaluent plutôt ce chiffre à 10 000.

## Coût économique et aides

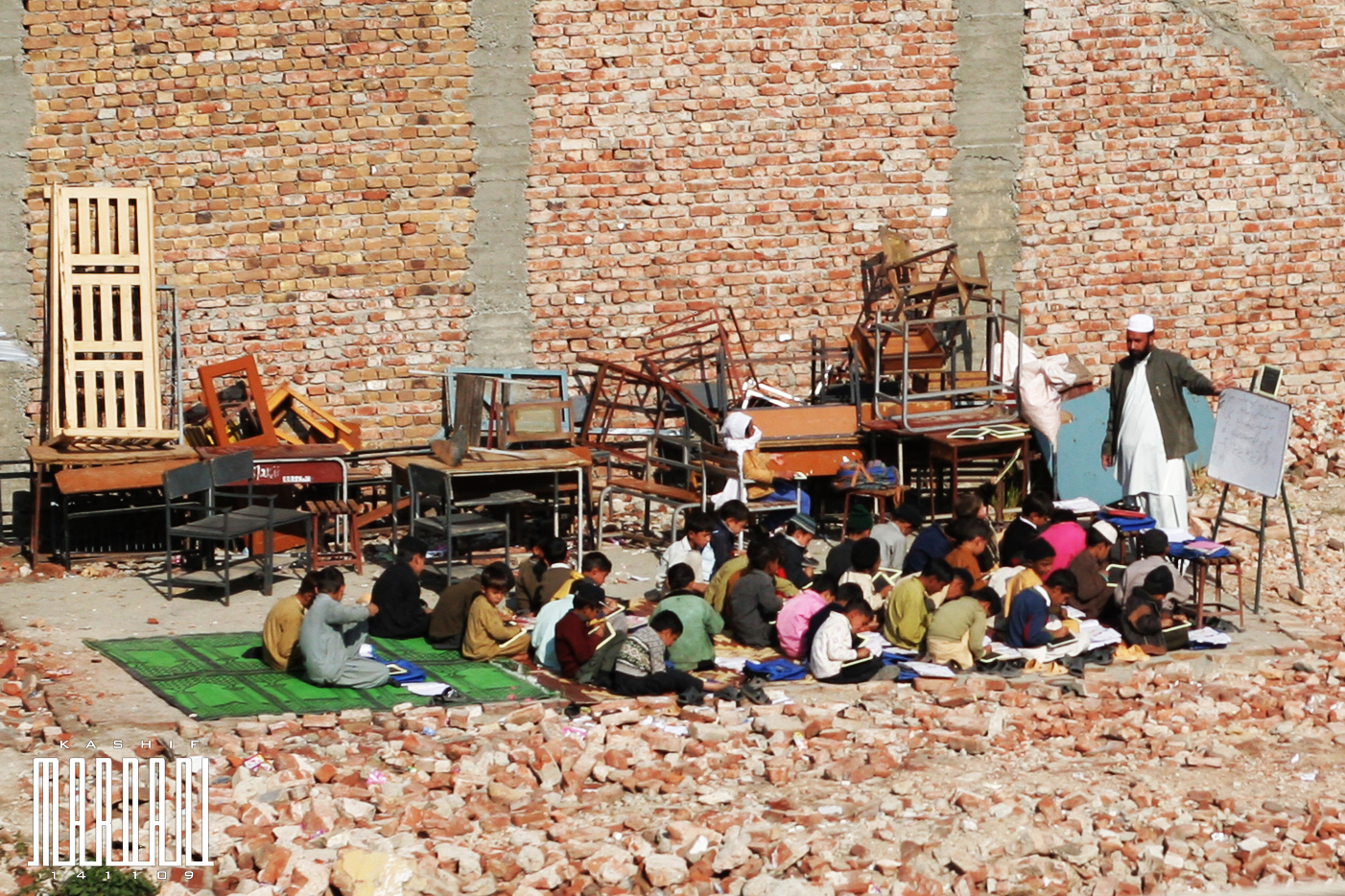
Une classe dans une école primaire pour garçons en ruine, à Mingora dans la vallée de Swat, en novembre 2009.

Le coût de ce conflit pour l'économie du Pakistan est estimé à quelque 46 milliards d’euros entre 2005 et 2011 et a augmenté le déficit du budget fédéral, qui double entre 2008 et 2011 passant à 19,9 milliards de dollars,,. Ce chiffre représente deux années des revenus de l’État pakistanais. Ainsi, depuis 2007, la croissance économique du pays est faible (7 % en 2006, puis 5,8 % en 2007, 2,7 % en 2008 et 2,0 % en 2009). La croissance est ainsi à peine supérieure à la croissance de la population et l'inflation reste forte (14 % en 2009).
En plus des coûts dus aux combats, il faut prendre en compte les nombreux bâtiments publics dynamités par les talibans (écoles publiques, commissariats, hôpitaux, etc.), ce qui aggrave le déficit public et met à mal le développement du pays. Le Pakistan alimente son économie notamment grâce aux aides financières accordées par les États-Unis, la Chine ainsi que par le Fonds monétaire international qui est intervenu en 2008 quand la crise mondiale a frappé le pays. Les États-Unis accordent des aides financières importantes au pays : environ 2,7 milliards de dollars d'aide par an destinés à des dépenses militaires auxquels il faut ajouter un versement de 7,5 milliards de dollars sur cinq ans d'aide destiné au développement civil du pays. Ces aides représentent donc environ 4,2 milliards par an à la fin des années 2000. La Chine investit massivement dans les infrastructures du pays, notamment énergétiques, et développe par ailleurs des technologies militaires en commun avec le pays, comme l'avion de combat JF-17 Thunder.

## Chronologie du conflit

### Début des combats (2004)

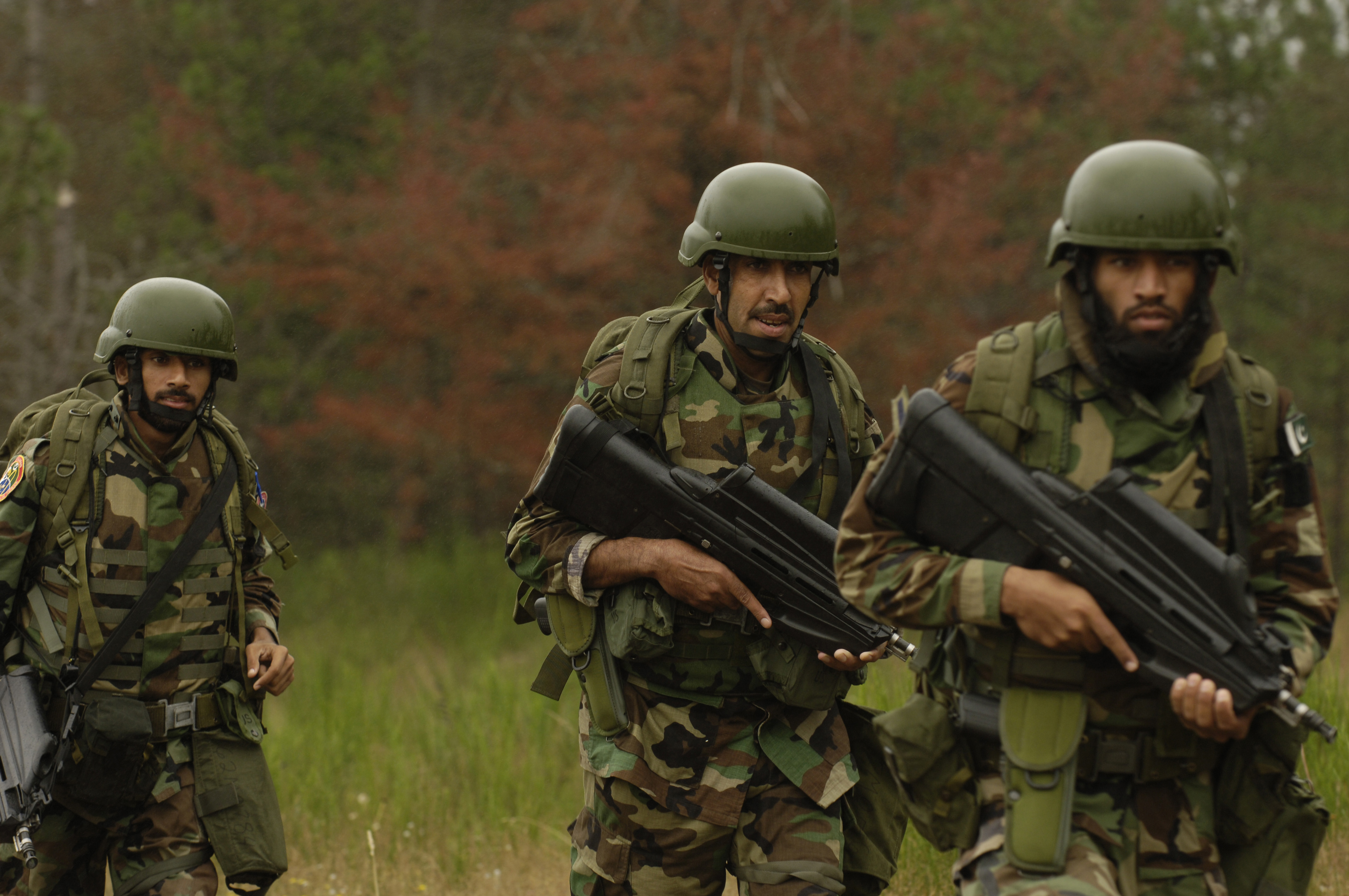
Des soldats de l'armée de l'air pakistanaise.

En juillet 2002, des troupes de l'armée pakistanaise pénètrent l'agence de Khyber et se déplacent ensuite jusqu'au Waziristan. Ces incursions dans les régions tribales du Pakistan, frontalières à l'Afghanistan, étaient très rares, ces régions étant soumises à l'autorité de tribus et sont ainsi souvent présentées comme une zone de « non-droit » au sein du Pakistan. Ces incursions ont été rendues possibles grâce à des accords passés entre les tribus locales, pourtant réticentes, et le gouvernement fédéral. Ce dernier entendait reprendre place dans cette région stratégique alors que les talibans afghans commençaient à se servir du Waziristan comme base arrière pour lutter contre les forces de l'OTAN en Afghanistan, et que le gouvernement avait annoncé vouloir coopérer avec les États-Unis dans leur lutte contre Al-Qaïda,.
En décembre 2003, les enquêtes sur deux tentatives d'assassinats contre le président Pervez Musharraf sont remontées jusqu'au Waziristan, et le gouvernement a accru la pression militaire dans cette région. En mars 2004, les combats éclatent dans la ville de Wana au Waziristan du Sud, alors que l'armée traque des éléments d'Al-Qaïda. Très vite, le conflit dérive en résistance armée de la part de certaines tribus locales, notamment celle des Wazirs.

### Accords de paix (2004 - 2007)

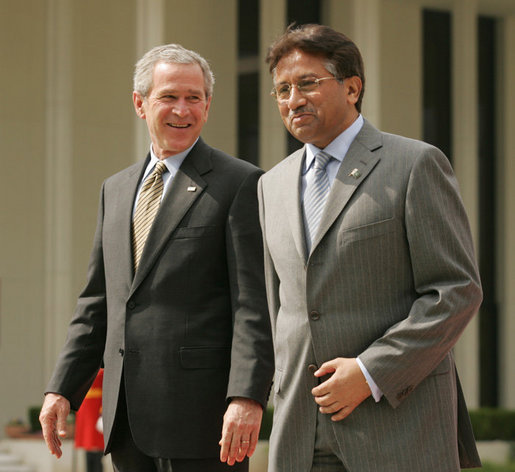
Le président Pervez Musharraf accompagné de George W. Bush à Islamabad en mars 2006.

En avril 2004, le gouvernement signe le premier d'une série de trois accords de cessez-le-feu avec les combattants islamistes. Il est signé avec Nek Muhammad Wazir, mais vole en éclats quand celui-ci est tué dans une frappe aérienne américaine dans le Waziristan du Sud. Le deuxième accord est conclu avec Baitullah Mehsud en février 2005, et apporte un certain calme au Waziristan du Sud.
En 2005, un des officiers d'Al-Qaïda Abou Faraj al-Libbi, est arrêté à Mardan au Pakistan lors d'une opération de l'armée pakistanaise. Il est alors accusé d'être responsable de tentatives d'assassinats contre Pervez Musharraf.
Le 4 mars 2006, un combat entre l'armée pakistanaise et des groupes proches des talibans font plus de cinquante morts dans l'agence de Bajaur, et le 21 mars 2006, des islamistes pro-talibans revendiquent une attaque contre un hélicoptère de l'armée pakistanaise qui a fait quatre morts dans le district de Bannu. Dans le même temps, les frappes aériennes américaines dans les régions tribales se multiplient.
En juin 2006, un des principaux chefs talibans du Waziristan annonce un cessez-le-feu avec les autorités pakistanaises, qui sera en réalité appliqué de façon inégale entre le Nord et le Sud du Waziristan. Le 5 septembre 2006, un nouvel accord de paix est signé dans la ville de Miranshah et prévoit de mettre fin aux hostilités dans le Waziristan du Nord. Ces accords seront rompus en août 2007, après l'assaut de la Mosquée rouge,.

### Reprise des hostilités (2007)
Après une trêve en 2006, les combats reprennent de plus belle en juillet 2007, avec en particulier l'assaut de la Mosquée rouge à Islamabad, qui fait une centaine de morts. Les combattants islamistes considèrent alors que la trêve est rompue, et multiplient les offensives et les attaques terroristes. Durant les mois de juillet et août 2007, avec plus de 200 soldats et policiers tués ainsi que de nombreux civils dans des dizaines d'attaques, les violences atteignent un niveau sans précédent. Les combats au Waziristan font alors des centaines de morts en quelques semaines. Le 23 juillet, Abdullah Mehsud, un important chef tribal lié aux talibans, est tué au Baloutchistan lors d'une opération militaire. Le 30 août, plus de 200 soldats sont capturés par les insurgés lors d'une embuscade au Waziristan du Sud, et plusieurs postes militaires sont pris d'assaut.
Du 7 au 10 octobre 2007, l'armée pakistanaise mène une offensive dans la ville de Mir Ali au Waziristan du Nord, qui tue près de 50 soldats et 200 combattants islamistes, jusqu'à ce qu'une trêve soit signée le 15 octobre.
Dans le district de Swat, le maulana Fazlullah et son mouvement le TNSM tentent de prendre le contrôle de la région et d'imposer la charia. Une opération militaire impliquant 3 000 soldats fut menée du 25 octobre au 8 décembre 2007 pour tenter de reprendre le district, mais ce fut l'échec sur le long terme. De plus, les hommes de Baitullah Mehsud se sont alliés après l'assaut de la Mosquée rouge avec le Tehrik-e-Nifaz-e-Shariat-e-Mohammadi (« Mouvement pour l'application de la charia ») de Fazlullah. D'ailleurs, en décembre 2007, Baitullah Mehsud fonde le Tehrik-e-Taliban Pakistan (TTP) en fédérant plusieurs groupes d'insurgés, devenant ainsi la principale mouvance des talibans pakistanais, opposée au gouvernement pakistanais.

### Instabilité politique (2007 - 2008)

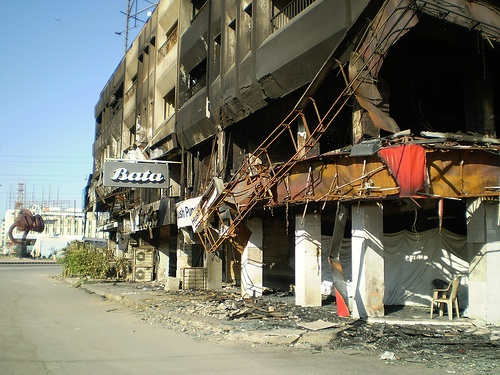
Une rue de Karachi après les émeutes qui ont suivi l'annonce de la mort de Benazir Bhutto.

Le président Pervez Musharraf avait promis de maintenir les élections législatives prévues début 2008. Les principaux opposants à Musharraf, Benazir Bhutto et Nawaz Sharif, tous deux rivaux politiques et anciens Premier ministre, obtiennent une amnistie leur permettant de rentrer au pays après un exil de neuf et sept ans. Le retour au pays de Benazir Bhutto le 18 octobre 2007 va faire de nouveau monter les violences. Le soir de son retour d'exil, un attentat la visant fait près de 140 morts à Karachi. L'ex-Premier ministre, dirigeante du Parti du peuple pakistanais (PPP) et candidate aux législatives, est assassinée le 27 décembre 2007, à onze jours des élections, lors d'un attentat qui fait vingt morts.
L'assassinat est suivi d'émeutes et le pouvoir du président Musharraf est une nouvelle fois remis en cause. Les partisans de Bhutto sortent dans la rue et le pays est déstabilisé. Alors que les médias du monde entier font leur Une sur Bhutto, les dirigeants des puissances occidentales condamnent l'assassinat et craignent une profonde déstabilisation du pays. Baitullah Mehsud, qui avait fédéré plusieurs groupes talibans dans le Tehrik-e-Taliban Pakistan fin 2007, a été accusé de cet assassinat par les autorités.
Les élections législatives ont finalement eu lieu le 18 février et mènent à la victoire du Parti du peuple pakistanais (PPP). La Ligue musulmane de Nawaz Sharif arrive en deuxième position, et le parti de Musharraf en troisième. Le 25 mars 2008, Youssouf Raza Gilani est investi Premier ministre après la chute du gouvernement soutenant Musharraf, dirigé par Mian Muhammad Soomro. En août 2008, le PPP et la Ligue musulmane décident d'entamer une procédure de destitution au Parlement contre Musharraf. Ce dernier annonce sa démission le 18 août 2008.

### Extension de l’insurrection (2008-2009)

#### Offensives des talibans (2008)

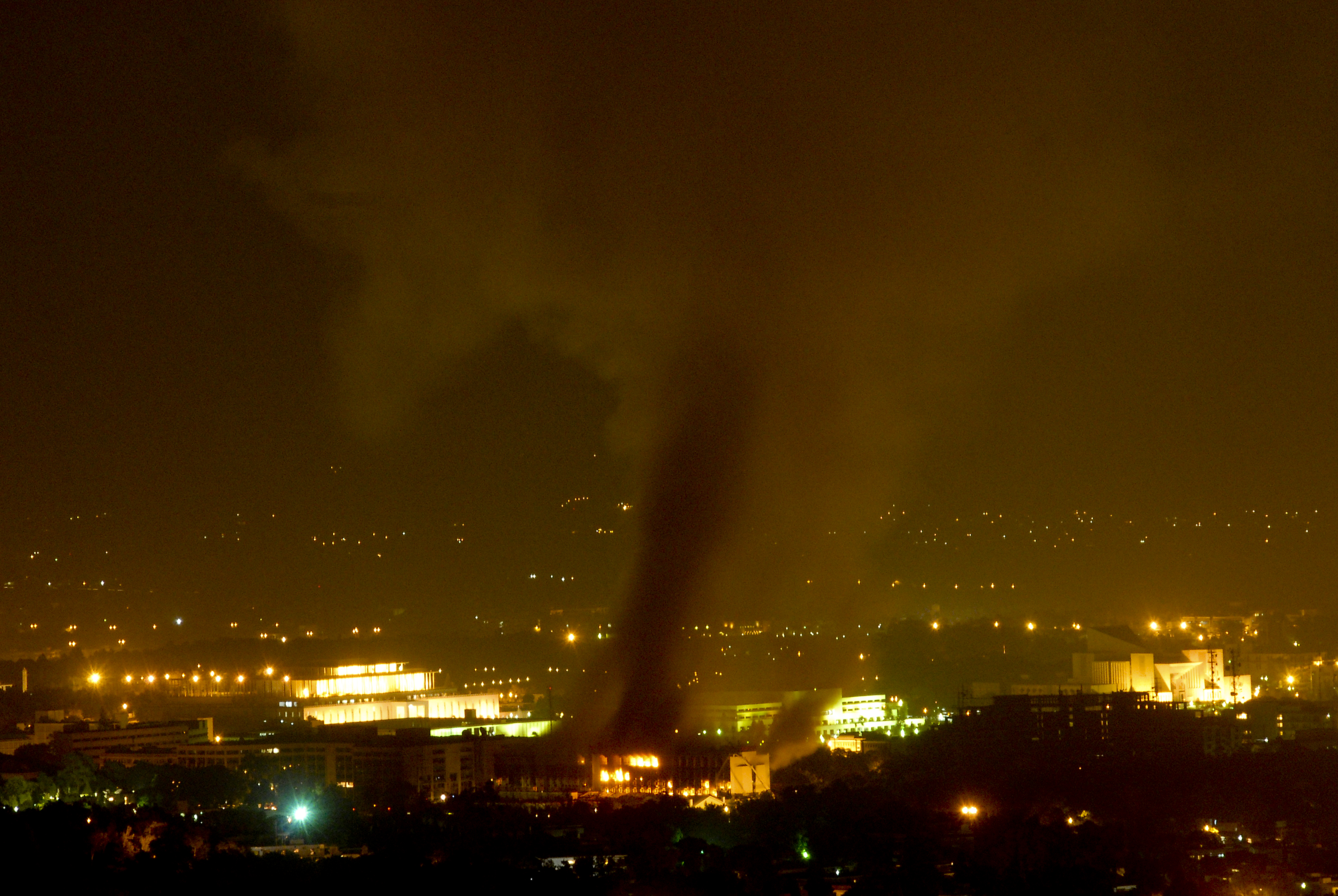
L'attentat de l'hôtel Marriott d'Islamabad le 20 septembre 2008.

En décembre 2008, la plus grande partie de la vallée de Swat a été soumise aux insurgés talibans. Les militants islamistes dirigés par Maulana Fazlullah et son groupe Tehrik-e-Nifaz-e-Shariat-e-Mohammadi, fort de 10 000 hommes, avaient interdit l'instruction pour les filles et détruit par explosion ou incendie plus de 170 écoles, ainsi qu'une série de bâtiments gouvernementaux. En octobre 2007, Qazi Fazlullah avait déjà fait exploser le Bouddha de Jihan Abad, dans la vallée de Swat, tandis que musique, photographie et télévision étaient interdits. Début 2009, même Haji Adeel, vice-président du Parti national Awami (ANP) au Sénat, déclarait sans ambages, alors que l'ANP dirige la coalition gouvernementale régionale de la province de Khyber Pakhtunkhwa, que « Swat est une partie du Pakistan mais aucun gouverneur, ministre ou premier ministre ne peut s'y aventurer ».
En septembre 2008, le nombre de militants tués par l'armée pakistanaise a atteint les 4 500 tandis que les raids des drones de combat des États-Unis dont les RQ-1 Predator sur les zones tribales s'intensifient.
Alors qu'en 2005, 254 attaques rebelles sont recensés, on note en 2009 un total de 3 816 attaques rebelles dont 86 attentats-suicide (52 dans Province de la Frontière-du-Nord-Ouest, quinze au Pendjab, huit à Islamabad, sept dans les régions tribales, deux au Baloutchistan et deux au Azad Cachemire) selon le New America Foundation's.

#### Bataille de Bajaur (2008)

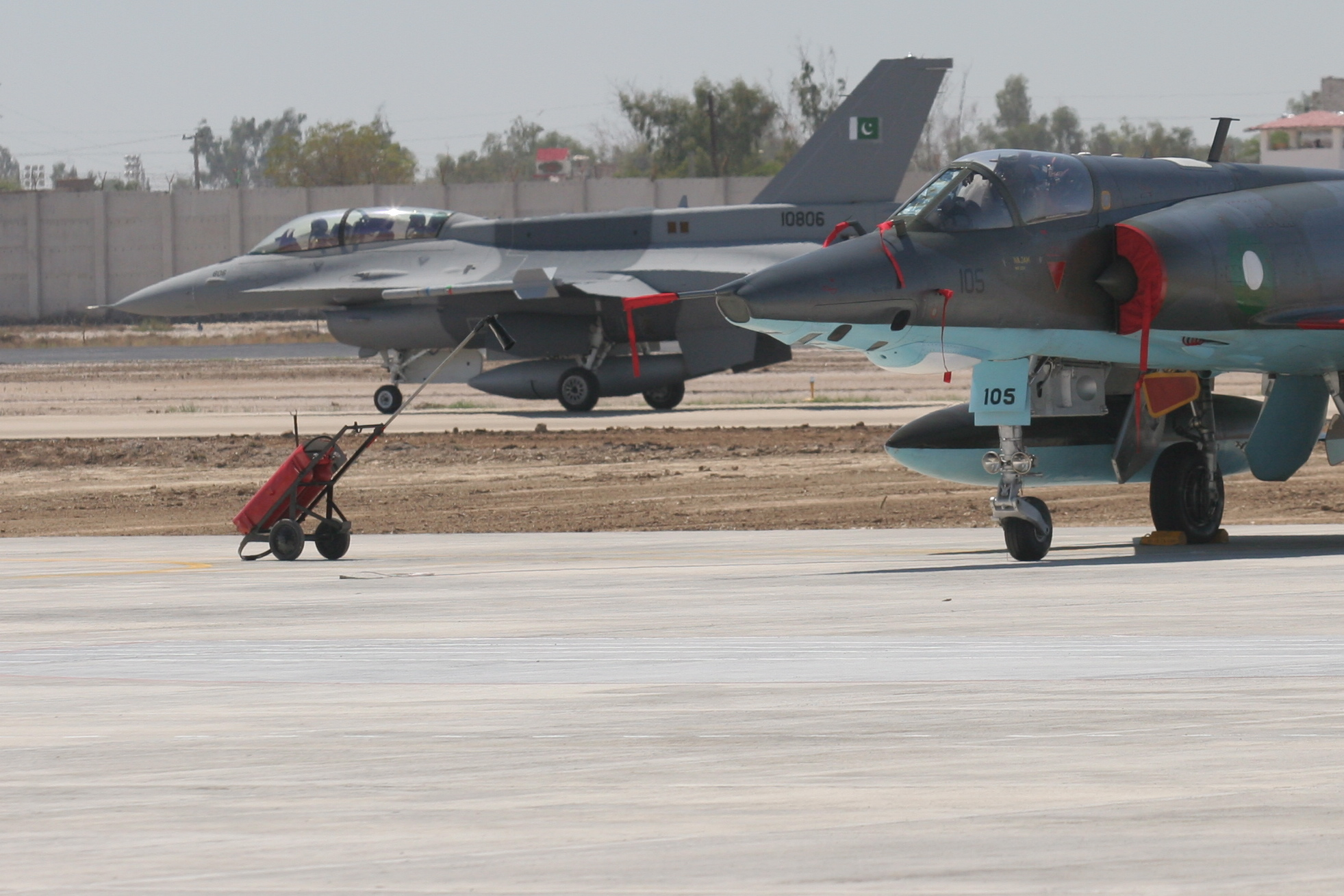
Mirage V de reconnaissance et F-16D pakistanais près de Jacobabad.

L'agence de Bajaur est l'un des fiefs des talibans qui contrôlaient alors cette zone depuis début 2007. Cette agence, qui est frontalière à l'Afghanistan, est aussi la plus petite des régions tribales. Les combats commencent le 7 août 2008 avec une embuscade organisée par les talibans et qui conduit à la capture de 200 soldats. L'armée réplique alors et commence à mener une vaste opération militaire qui impliquerait environ 9 000 soldats. C'est la première offensive importante menée dans les régions tribales. Les opérations de l'armée consistent pour la plupart en des frappes aériennes de la force aérienne pakistanaise qui causent la mort d'un nombre indéterminé de civils. Les chasseurs-bombardiers ont par exemple lancé en août 2008 une vague de bombardements contre un bastion des talibans nouvellement découvert d'environ 200 combattants talibans dans le village de Loesam. L'opération a impliqué selon le chef d'état-major de l’aviation plus de 650 sorties par des F-16, plus de 80 % des bombes utilisées étant des armes à guidage de précision.
Le 28 février 2009, l'armée annonce sa victoire. L'offensive aurait coûté la vie à environ 100 soldats et 1 600 combattants islamistes, selon l'armée. Cette bataille illustre la stratégie future des militaires dans leur lutte contre les insurgés, l'état-major avait déclaré à l'époque que « cette opération pourrait déterminer le sort du reste des régions tribales ».

#### Tentatives de paix (2009)

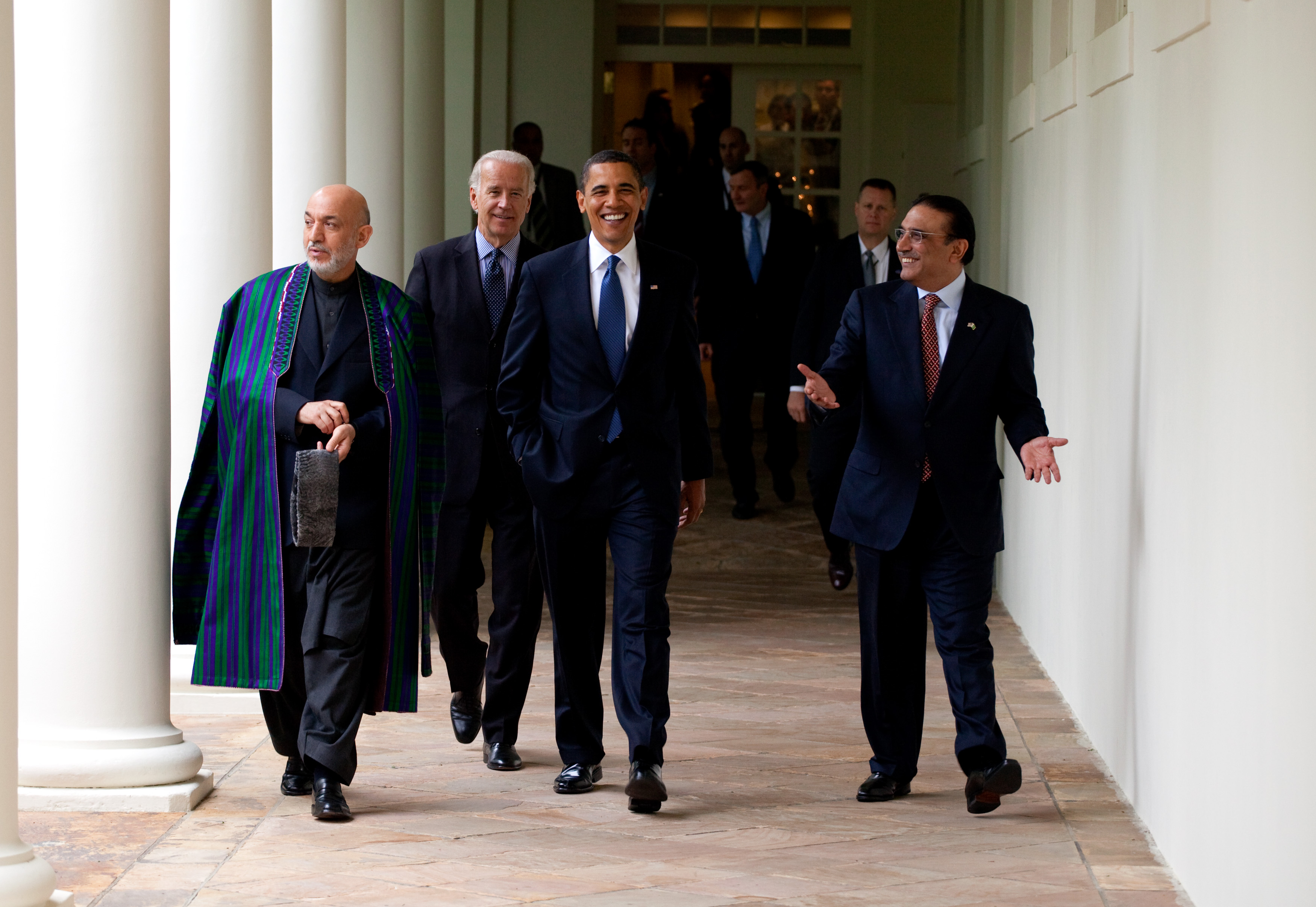
Le président pakistanais Asif Ali Zardari accompagné de Barack Obama et du président afghan Hamid Karzai, en mai 2009.

L'offensive talibane a fait les grands titres de la presse en février 2009, quand le gouvernement de la province de Khyber Pakhtunkhwa a signé un accord de cessez-le-feu avec le maulana Soofi Mohammed, fondateur du Tehrik-e-Nifaz-e-Shariat-e-Mohammadi, pour l'application de la justice « en vertu de la charia », avec le rétablissement de tribunaux islamiques, dans la division de Malakand (à laquelle appartient notamment le district de Swat). L'accord exigeait néanmoins la réouverture des écoles de filles,.
Le système juridique pakistanais est un système mixte, qui incorpore depuis le régime de Zia-ul-Haq (1978-1988) des éléments de la charia (ou, plus précisément, de droit musulman), avec notamment une Cour fédérale de la charia ; de même qu'il a préservé, en particulier dans les régions tribales, un droit coutumier, via le recours aux jirgas, ou assemblées tribales.
L'accord de février 2009 marquait toutefois une radicalisation islamique du droit, bien que restreinte à quatre districts de la province de Khyber Pakhtunkhwa. Quelques jours auparavant, le correspondant d'Al Jazeera dénonçait le « règne de la terreur » du Maulana Fazlullah dans la vallée de Swat. Le Parti national Awami (ANP, laïc et pachtoune, ciblé plusieurs fois par des attentats), considère quant à lui l'accord comme étape nécessaire dans le rétablissement de l'ordre dans la région, regrettant que le Parti du peuple pakistanais (PPP) retarde l'application du règlement appelé Nizam-e-Adl (Ordre de Justice), promulgué le 13 avril 2009 et qui établit la charia dans ce district.

### Contre-offensive de l'armée (2009-2012)

#### Seconde bataille de Swat (2009)

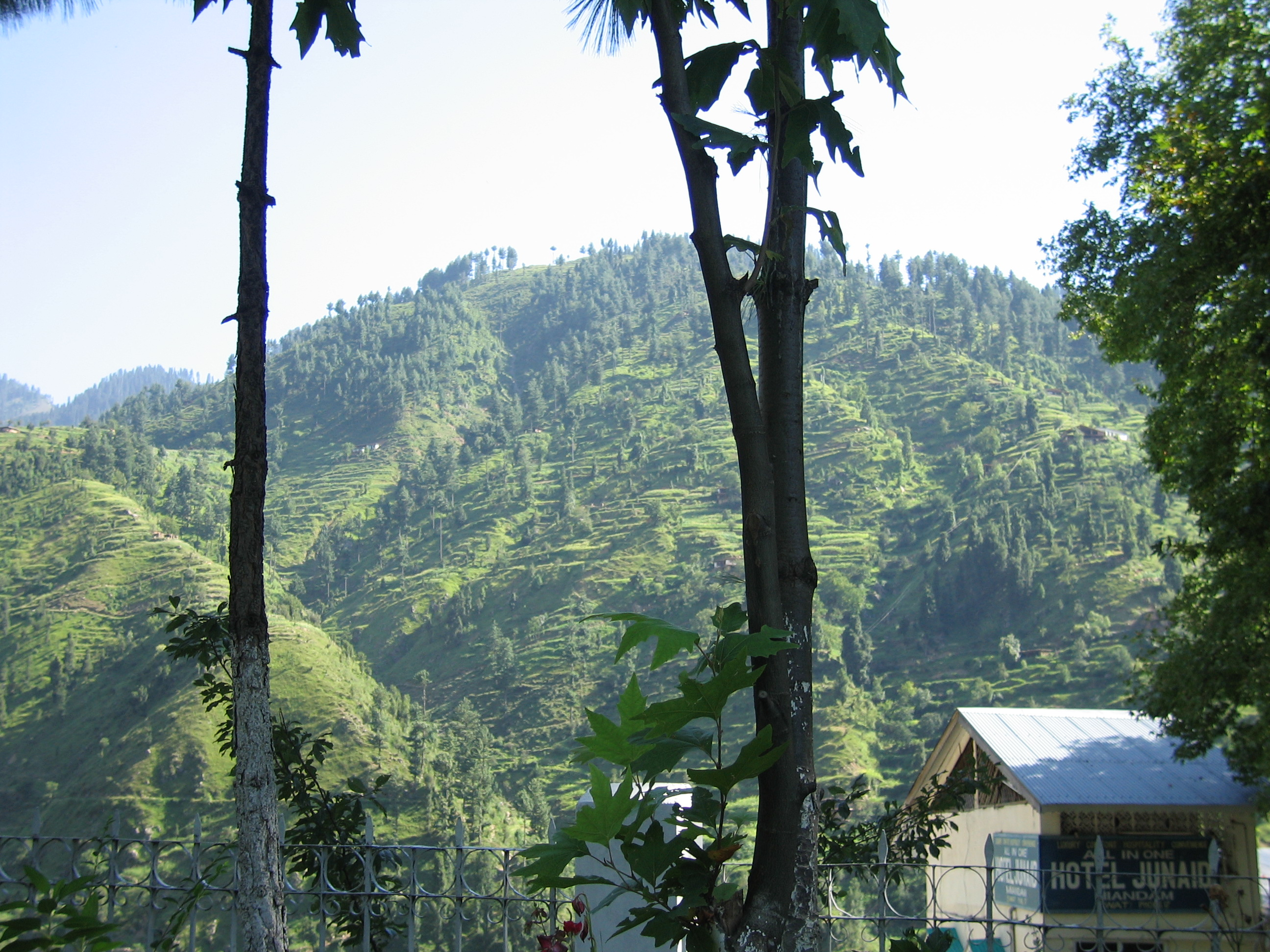
Une montagne du district de Swat.

Les talibans ayant rompu le cessez-le-feu et pris le contrôle quelques jours du district de Buner, situé à seulement 97 kilomètres de la capitale, cette action a provoqué une réponse militaire du gouvernement pakistanais qui a débuté dès le 26 avril son opération nommée Black Thunderstorm dans le district du Bas-Dir puis deux jours plus tard dans le district de Buner. L'armée a ensuite étendu le 5 mai 2009 ses opérations au district de Swat, puis au district de Malakand. 200 000 déplacés internes ont investi quatre camps de réfugiés en mai 2009, mis en place par l'ONU et le gouvernement de la ville de Mardan. Selon l'ONU, il y avait, en mai 2009, plus d'un demi-million de réfugiés, et plus de 2 millions au pire de la crise, dans la province de Khyber Pakhtunkhwa.
La plupart des combats se sont concentrés dans le district de Swat, fief du mouvement TNSM. L'armée a repris la plus importante ville du district, Mingora, le 30 mai après sept jours d'intenses combats. Selon l'armée, les combats auraient tué plus de 1 500 combattants islamistes et environ 150 soldats. L'armée aurait blessé, dans des bombardements, Maulana Fazlullah, dirigeant du TNSM. Son fondateur, Soofi Mohammed, a été arrêté en juin alors qu'il avait été libéré le 21 avril 2008.
Les opérations militaires de mai-juin 2009, soutenues par l'administration Obama, ont marqué une radicalisation des talibans et une augmentation des attentats-suicides, affectant tout le pays. Début juin, ceux-ci publiaient une lettre ouverte déclarant les chiites « non-musulmans », tandis que l'assassinat, le 12 juin 2009, du mufti sunnite modéré Sarfraz Ahmed Naeemi, à Lahore, a approfondi les tensions entre d'une part les sunnites deobandis, école de pensée hanéfite qui a, entre autres, donné naissance aux talibans originels d'Afghanistan, et d'autre part les barelvis, école modérée, également d'obédience hanéfite, à laquelle appartenait Naeemi.
Le 22 juin 2009, Asif Ali Zardari, président du Pakistan depuis 2008 (et veuf de Bhutto) déclarait qu'avec 1 200 soldats décédés, le Pakistan avait payé un plus lourd tribut dans la guerre contre les talibans que l'ensemble réuni de la coalition de l'ISAF.

#### Retour de l'armée au Waziristan du Sud (2009)

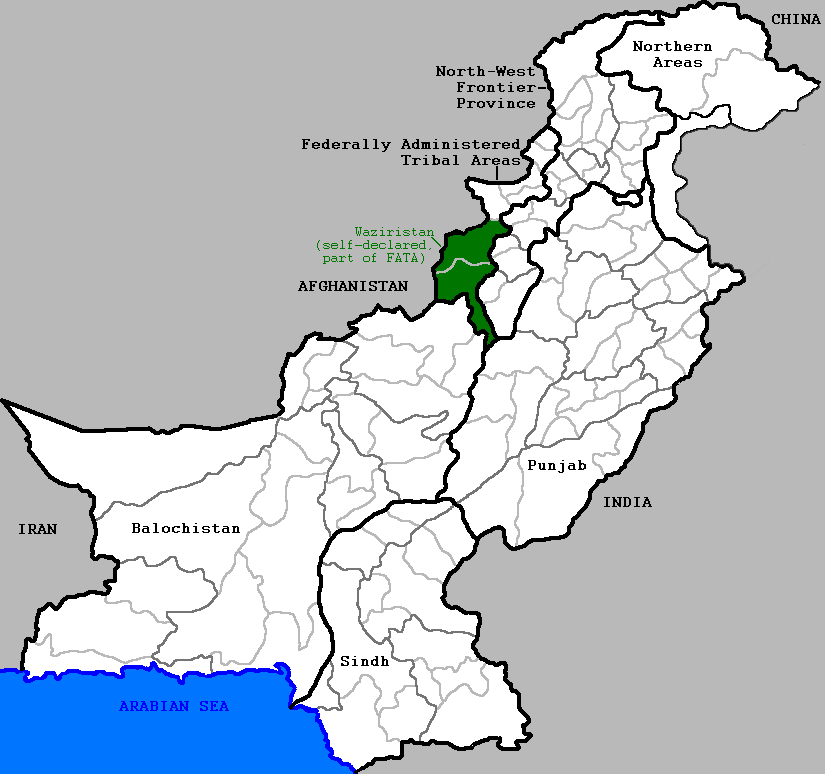
Le Waziristan au sein du Pakistan.

Immédiatement après la fin de la seconde bataille de Swat, l'armée pakistanaise commence à préparer une nouvelle offensive dans le Waziristan du Sud, région très stratégique et principal fief du Tehrik-e-Taliban Pakistan. À partir de juin 2009, l'armée de l'air débute ses bombardements ciblés. Entre le 10 et le 11 octobre 2009, une dizaine d'hommes armés parviennent à prendre temporaire le contrôle d'une partie du quartier général de l'armée pakistanaise à Rawalpindi. Cet assaut spectaculaire est une humiliation pour l'armée.
Le 17 octobre 2009, l'armée pakistanaise lance une l'offensive terrestre au Waziristan du Sud, qui impliquerait 28 000 soldats contre 10 000 talibans pakistanais selon une estimation. Au 23 novembre 2009, le gouvernement pakistanais annonce que 70 soldats pakistanais et 600 militants islamistes ont été tués depuis le début de l'opération,. Selon Islamabad, l'offensive s'est déroulée plus rapidement que prévu, et plusieurs fiefs des talibans auraient été neutralisés. Le 12 décembre, le Premier ministre Youssouf Gilani annonce la fin de l'offensive au Waziristan du Sud, avant de déclarer que les opérations militaires se poursuivraient dans ce même district. Les combattants islamistes se seraient depuis déplacés dans les districts voisins du Waziristan du Nord et dans l'agence d'Orakzai. Le Premier ministre a alors annoncé une éventuelle offensive dans ce dernier district, tout en évitant d'évoquer le Waziristan du Nord.
Depuis l'offensive dans ce district, les attentats ont redoublé dans le pays. Ils auraient fait 2 800 morts en un peu plus de deux ans (de l'été 2007 à décembre 2009),, dont 700 depuis le début de l'offensive. Le plus violent a eu lieu le 28 octobre 2009 et a coûté la vie à 118 personnes dans un marché de Peshawar, ville déjà touchée le 5 décembre 2008 par un nouvel attentat (29 morts) et en juin 2009 par l'attentat du Pearl Continental (17 morts).
Les violences ont une nouvelle fois redoublé après un attentat à Karachi, durant une procession célébrant l'Achoura qui réunissait près de 50 000 membres de la minorité chiite. Revendiqué par le Mouvement des talibans du Pakistan (TTP), l'attentat fait 43 morts, et provoque une journée d'émeute dans la capitale économique du pays. C'est le premier attentat dans cette ville depuis près de 2 ans. Le 1er janvier 2010, lors d'une opération « ville morte », est organisée une grève générale dénonçant l'attentat. Le même jour, un attentat fait 105 morts à Lakki Marwat, dans le nord-ouest du pays. C'est le cinquième attentat le plus meurtrier de l'histoire du pays.

#### Offensive en Orakzai et Kurram (2010-2011)

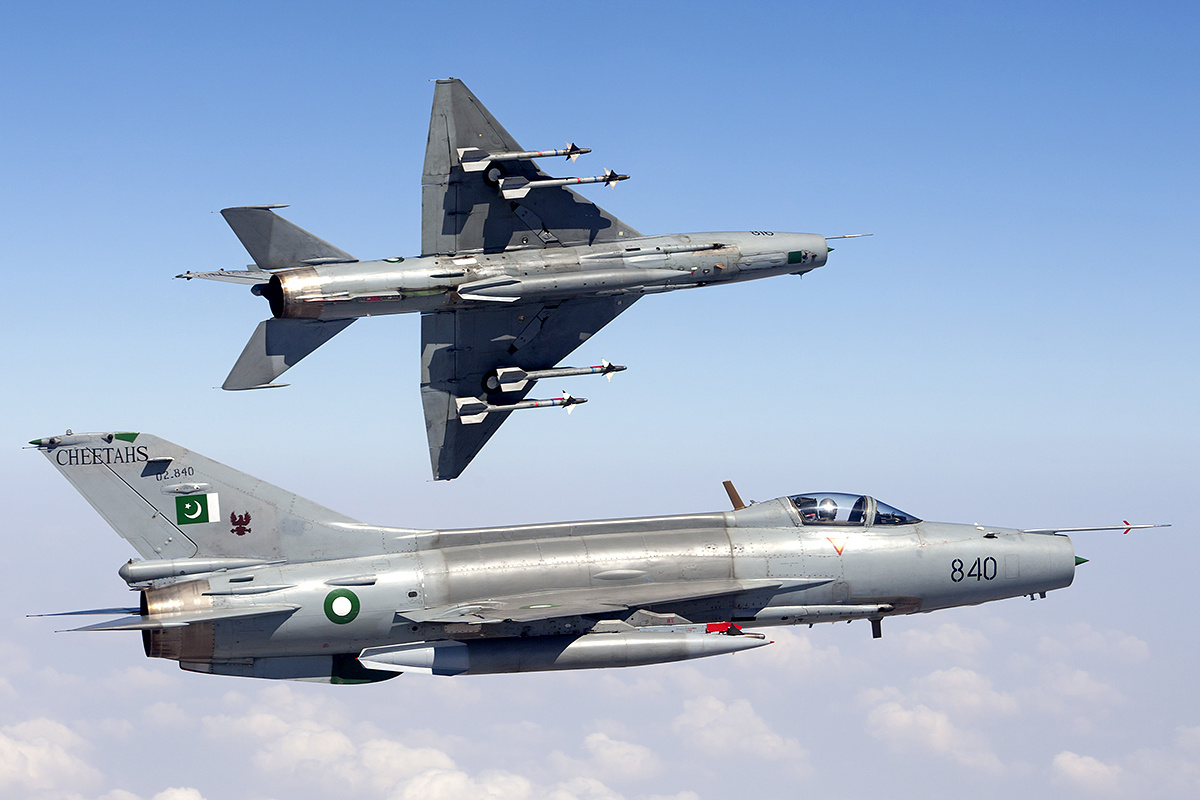
Deux Chengdu J-7 de la Pakistan Air Force.

Après que des troupes de l'armée pakistanaise ont pénétré l'agence d'Orakzai par le sud le 21 mars 2010, les combats commencent le 23 mars. Après plus de six mois, alors que les opérations sont toujours en cours, les combats auraient fait plus de 2 200 morts parmi les talibans et leurs alliés, dont une importante partie tuée dans des attaques aériennes. Les bombardements et offensives terrestres se concentrent surtout en Orakzai, mais aussi dans l'agence de Kurram, dans des proportions plus faibles. Le 1er juin, l'armée proclame sa victoire dans l'offensive, tout en indiquant que les « opérations de stabilisation » continueront. En effet, les combats se poursuivent dans durant les mois de juillet et août, avant de se réduire relativement. Le 7 septembre, l'armée annonce avoir repris le contrôle de la quasi-totalité le l'agence d'Orakzai. Malgré tout, les combats se poursuivent encore en 2011 et 2012, tout particulièrement dans le nord de l'agence.
Durant l'offensive d'Orakzai, un attentat raté a lieu à New York le 1er mai, et les talibans pakistanais l'auraient revendiqué. De nouvelles attaques à Lahore le 28 mai 2010 font environ 90 morts, les plus violentes ayant jamais eu lieu dans cette ville, et elles provoquent une polémique dans le pays concernant l'éventuelle implication de groupes islamistes basés dans la province du Pendjab,.
Le 1er juillet 2010, un double attentat kamikaze fait 43 morts à Lahore, et le TTP dément en être responsable. Le 9 juillet, un double attentat dans l'agence de Mohmand fait 104 morts. C'est le sixième attentat le plus meurtrier de l'histoire du pays et il est revendiqué par les talibans. L'attaque visait une jirga (réunion de conseils tribaux) dans un bâtiment de l'administration locale. En juillet 2010, diverses opérations menées dans les alentours de Peshawar conduisent à l'arrestation d'environ 1 000 personnes soupçonnées de liens avec l'insurrection islamiste. L'annonce est faite par Mian Iftikhar Hussain, ministre de l'information dans le gouvernement local de la province de Khyber Pakhtunkhwa. Quelques jours plus tard, le 24 juillet, le fils du ministre est abattu par un inconnu.

#### Inondations de grande ampleur (2010)

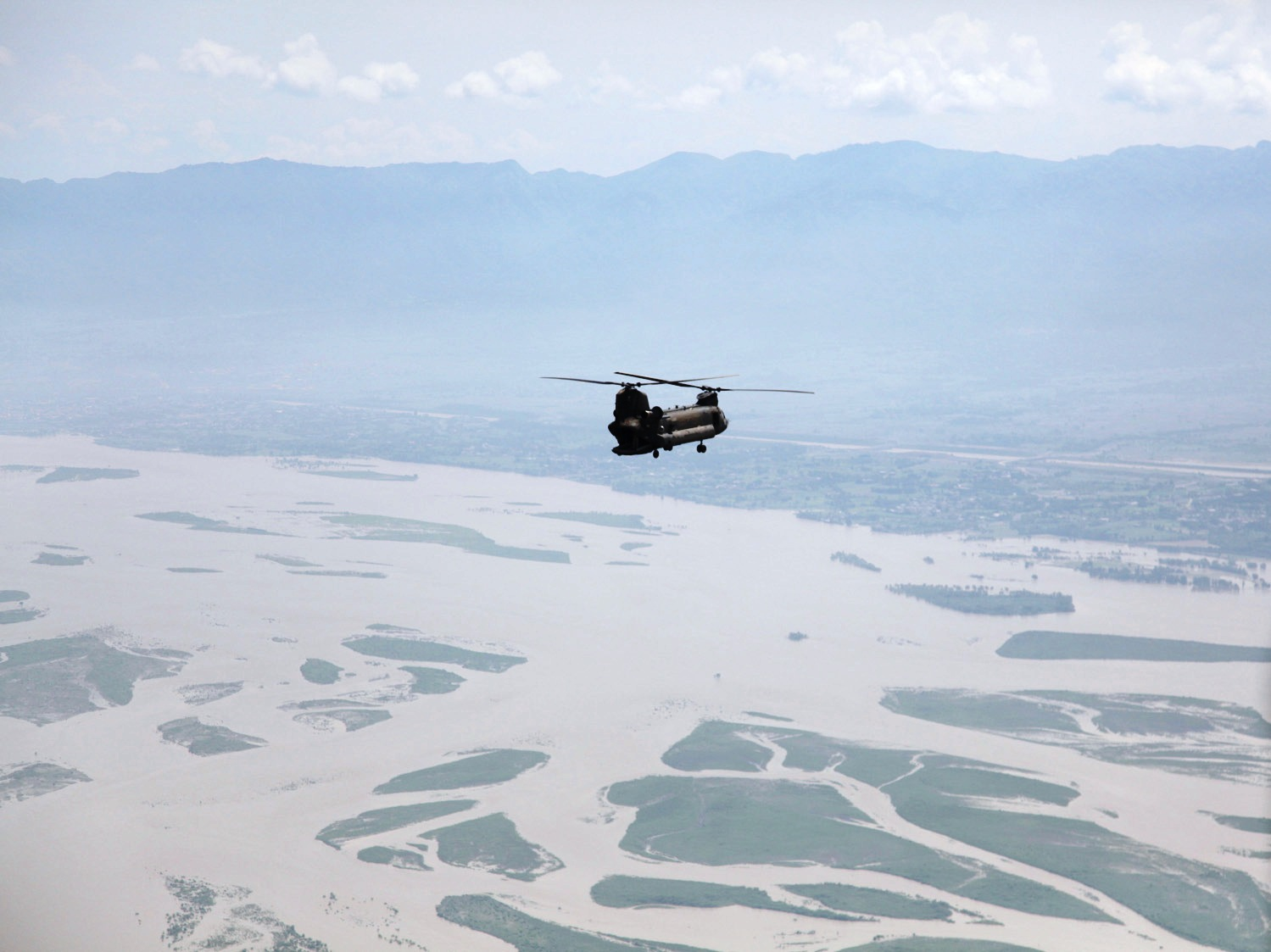
Un hélicoptère CH-47 Chinook de l'armée américaine survole les zones inondées.

Après les inondations qui ont ravagé le pays durant l'été 2010, le gouvernement pakistanais s'est retrouvé dans l'incapacité d'aider les sinistrés, provoquant la colère de la population. Ceci a développé un terrain favorable à l'extension de l'insurrection, alors que diverses organisations islamistes ont occupé le terrain et aidé les sinistrés, qui sont au nombre de vingt millions, ainsi que dix millions de sans-abris. Le 23 août, trois attentats frappent simultanément les régions tribales et font au total 36 morts. L'attaque la plus violente tue 26 personnes dans une mosquée du Waziristan du Sud, dont un ancien député de l'Assemblée nationale. Le 2 juillet, un triple attentat contre la minorité chiite tuent 35 personnes à Lahore. Le Premier ministre Gilani a dénoncé l'attentat en déclarant : « Alors que tout le pays souffre pour les victimes des inondations, ces terroristes ne se préoccupent que de leurs objectifs ». Le 3 septembre, un nouvel attentat contre une manifestation chiite qui se rassemblait en solidarité au peuple palestinien tue 73 personnes à Quetta. Les 6 et 7 septembre, deux attentats à Lakki Marwat et Kohat font chacun environ vingt morts. Toutes ces attaques sont revendiquées par le TTP.
Alors que l'armée est mobilisée pour faire face à la catastrophe, le président Zardari promet que la campagne militaire dans le nord-ouest du pays ne baissera pas d'intensité. Du 19 août au 2 septembre, l'armée déclare avoir tuée plus de 50 talibans pakistanais en Orakzai dans le cadre d'une offensive lancée en mars 2010. Le 1er septembre, l'aviation pakistanaise bombarde des positions supposées des talibans dans l'agence de Khyber tuant 60 personnes. Selon les autorités locales, les frappes auraient tué plusieurs civils, dont des femmes et enfants, familles des insurgés selon l'armée. Le 8 septembre, le vice-amiral américain chargé de l'assistance militaire Michael LeFever, affirme que les autorités pakistanaises ont bien tenu leurs promesses de maintenir leur pression contre les insurgés. Il précise : « Nous n'avons assisté à aucun mouvement de retrait des forces militaires pakistanaises des zones de combats dans lesquelles elles sont engagées dans l'ouest et le nord-ouest »,.

#### Multiplication des attaques aériennes américaines (2010)

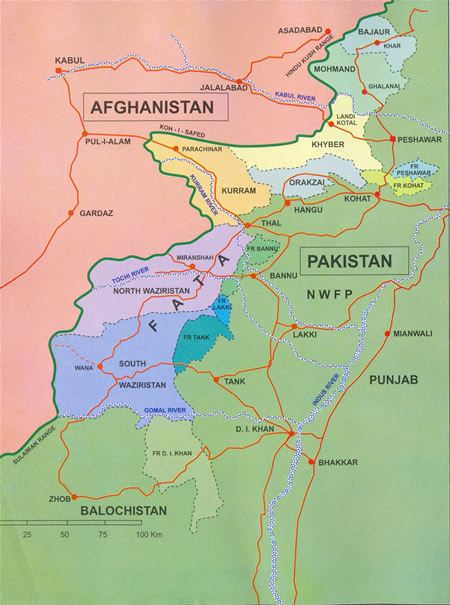
Carte des régions tribales.

Des attaques de drones américains frappent souvent les régions tribales du Pakistan, et surtout le Waziristan. Ces attaques ont commencé en 2006 et n'ont cessé de s'intensifier depuis. Elles visent des talibans, et surtout des mouvances afghanes qui se servent de cette zone comme une base de repli, et auraient tué 1 500 talibans présumés, ainsi que des civils. En septembre et octobre 2010, celles-ci s'intensifient davantage, tuant 160 personnes en un peu plus d'un mois, pratiquement tous au Waziristan du Nord. Ces attaques sont menées sans le soutien du gouvernement pakistanais, qui ne les condamne pourtant pas clairement. Elles sont pourtant considérées dans le pays comme une atteinte à sa souveraineté. Elles suscitent aussi l'hostilité de la population et le rejet des États-Unis.
Fin septembre 2010, plusieurs incursions d'hélicoptères de l'OTAN dans le territoire pakistanais sont condamnées par le gouvernement. Les forces internationales présentes en Afghanistan se sont souvent accordées le droit de poursuivre les talibans passant de l'autre côté de la frontière. Le 30 septembre, une de ces incursions conduit à la mort de deux soldats pakistanais tués par un hélicoptère d'attaque. En réaction, le gouvernement ferme la passe de Khyber, route de ravitaillement des troupes de l'OTAN, ce qui provoque une crise avec les États-Unis, qui finissent par s'excuser. De nombreux convois de ravitaillement se dirigent alors vers le sud du pays, où la frontière n'est pas fermée mais ce qui les obligera à utiliser une route moins sûre en Afghanistan. De très nombreux convois transportant du carburant sont alors attaqués sur le sol pakistanais par des insurgés, qui y mettent le feu. En 9 jours, du 1er octobre au 9 octobre, 150 camions sont brulées dans cinq attaques différentes,,. Elles sont revendiquées par les talibans pakistanais, et au moins quatre employés pakistanais chargés des convois ont été tués par balles. Entre mi-2010 et mars 2011, on estime à un total de plus de 300 le nombre de véhicules détruits.
Considérant les excuses américaines comme une victoire, le gouvernement pakistanais décide le 9 octobre de rouvrir la passe de Khyber.

#### Offensive de Mohmand (2010-2011)

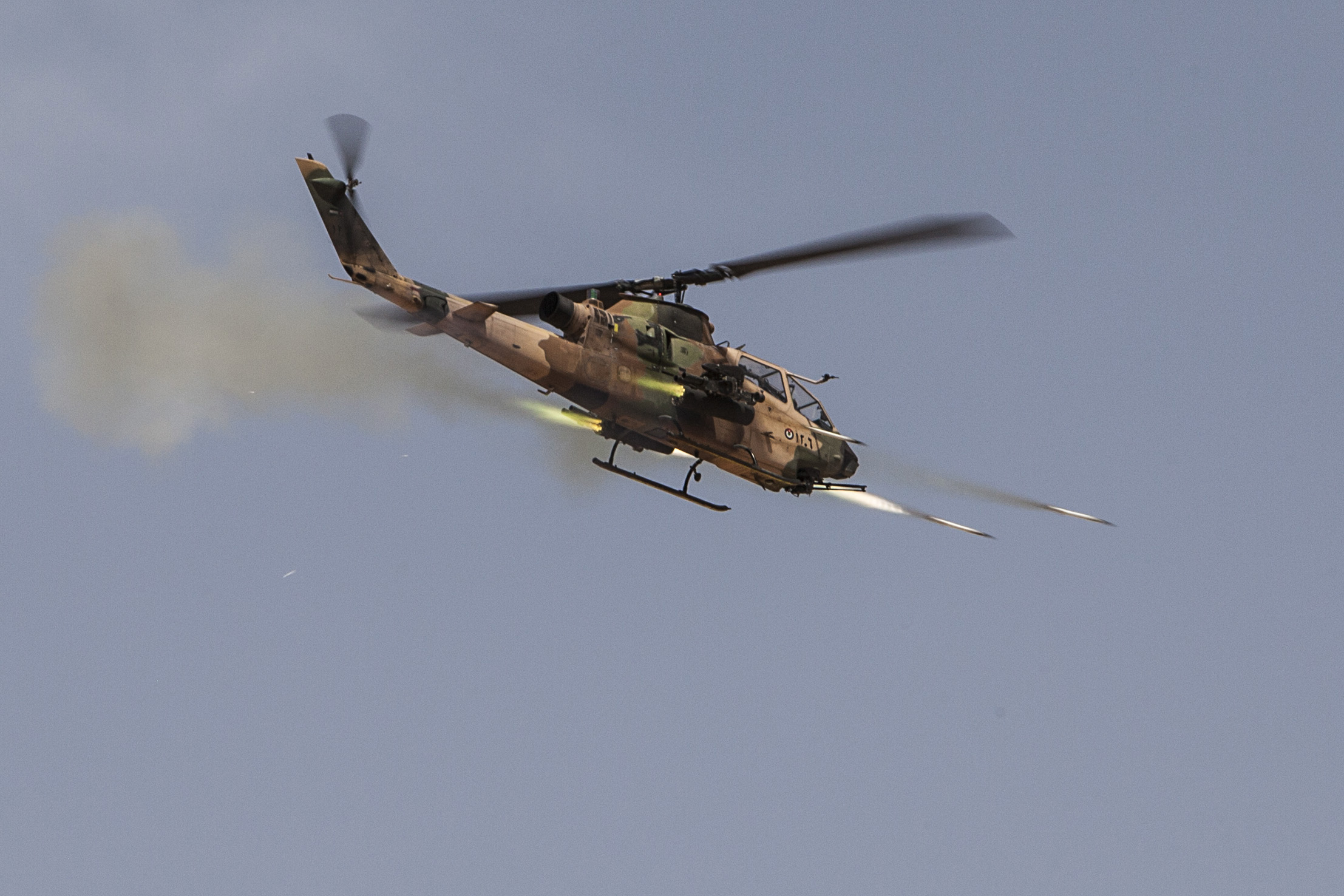
Un hélicoptère de combat AH-1 Cobra jordanien. L'armée pakistanaise possède 40 exemplaires de ce modèle.

Les combats dans l'agence de Mohmand ont débuté en 2009 alors que l'armée pakistanaise est également engagée dans l'agence de Bajaur, voisine au nord. C'est dans l'agence de Mohmand qu'a eu lieu un des attentats les plus violents du pays : 105 personnes sont tuées dans une attaque contre une jirga dans des bâtiments de l'administration locale, le 9 juillet 2010. Alors que la jirga avait pour but de discuter d'accords de paix, l'attentat semble s'accompagner d'une nouvelle offensive de l'armée dans la région. Les combats s'amplifient fin 2010, et surtout en 2011 quand l'opération « Brekhna » (en français « Tonnerre ») est lancée le 6 avril. Les combats les plus violents ont lieu le 7 avril 2011, quand des insurgés attaquent un convoi de l'armée dans la région. Les soldats réussissent à repousser l'assaut, tuant dix insurgés contre quatre soldats. Le même jour, des hélicoptères d'attaque prennent pour cible des caches de militants, en tuant près de quarante, selon l'armée. Le lendemain, de nouveaux bombardements auraient tué environ trente personnes dans le rang des insurgés. L'offensive aurait fait un total d'au moins 200 morts.
Le lancement de l'opération Brekhna dans l'agence de Mohmand début 2011 correspond à une intensification des combats dans les régions reconquises précédemment par l'armée. Des combats ont notamment lieu dans le district de Swat et les autres régions alentour. Les plus violents ont lieu le 22 avril dans le district du Bas-Dir, durant lesquels quatorze membres des forces de sécurité sont tués lors d'une attaque d'un poste de contrôle. Seulement vingt insurgés sont tués alors que près de 200 auraient participé à l'assaut. De nouveaux combats ont lieu le 1er juin et sont encore plus violents. Selon les informations des autorités, environ 400 militants ayant traversé la frontière afghane attaquent un point de contrôle de l'armée dans le district du Haut-Dir. Les combats auraient tué 28 soldats, huit civils et 75 insurgés avant que ces derniers ne prennent la fuite, selon l'armée, qui indique par ailleurs que la majorité des combattants étaient Afghans. Dans les jours suivants, les insurgés détruisent au moins huit écoles publiques dans la région. Le 5 juin, l'armée affirme avoir repris les régions frontalières avec la province afghane de Kounar. Ce type d'incursions se poursuit durant les mois de juin et juillet 2011 surtout dans le district du Haut-Dir, et les agences de Bajaur et de Mohmand. Elles provoquent des tensions dans les relations entre les deux pays.
À partir du 4 juillet, l'armée pakistanaise semble renforcer ses opérations dans l'agence de Kurram et des combats ont lieu le 5 juillet à Miranshah, dans le Waziristan du Nord. Les talibans afghans sont particulièrement implantés dans ces zones, mais les combats semblent surtout viser les combattants pakistanais.

#### Mort d'Oussama ben Laden et tensions (2011)

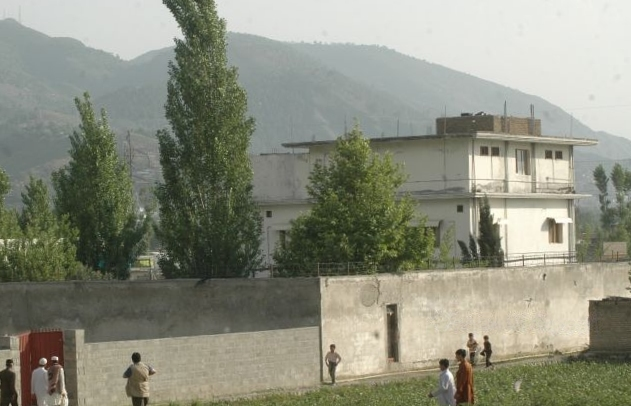
Complexe d'Oussama ben Laden à Abbottabad.

Les attaques terroristes continuent durant toute l'année 2011, et les talibans pakistanais visent de plus en plus souvent les autorités plutôt que les civils. Ainsi, à Karachi, des bus transportant des marins pakistanais sont visés par trois fois en trois jours, fin avril 2011.
Après l'opération américaine qui a tué Oussama ben Laden le 2 mai à Abbottabad près de la capitale fédérale, les tensions montent à nouveau dans le pays et le TTP promet de se venger en attaquant les autorités pakistanaises. Une première attaque a lieu à Shabqadar le 13 mai et tue 98 jeunes recrues des Frontier Constabulary, force de police paramilitaire. Une autre attaque particulièrement spectaculaire a lieu le 23 mai quand des assaillants pénètrent une importante base aérienne de la marine pakistanaise à Karachi, tuant plus de dix soldats et faisant d'importants dégâts. La mort de ben Laden provoque aussi d'importantes tensions entre les États-Unis et le Pakistan, les premiers accusent les autorités pakistanaises de complicité et le Pakistan dénonce une opération unilatérale menée sans aucune coopération bilatérale. En mai 2011, le Parlement vote une résolution dénonçant le raid d'Abbottabad et les attaques de drones sur son territoire, considérés comme une violation de la souveraineté du pays. Depuis, les autorités ont demandé aux États-Unis de réduire leurs forces présentes au Pakistan (surtout des formateurs), ce que les États-Unis acceptent.
La mort d'Oussama ben Laden va surtout créer des tensions entre le pouvoir militaire et le gouvernement, qui vont brutalement s'exposer en octobre 2011 dans l'affaire du « memogate ». Selon les propos de Mansoor Ijaz, homme d'affaires américaine d'origine pakistanaise qui aurait servi d'intermédiaire dans l'histoire, le gouvernement aurait tenté de profiter de la mort de ben Laden pour affaiblir le pouvoir militaire et changer sa direction. En pleine crise, le Premier ministre Youssouf Raza Gilani questionne la crédibilité de l'armée à propos de la présence d'Oussama ben Laden à Abbottabad le 22 décembre devant le Parlement et il critique ouvertement le pouvoir de la hiérarchie militaire, fait exceptionnel.

#### Opérations en Kurram et infiltrations talibanes (2011)

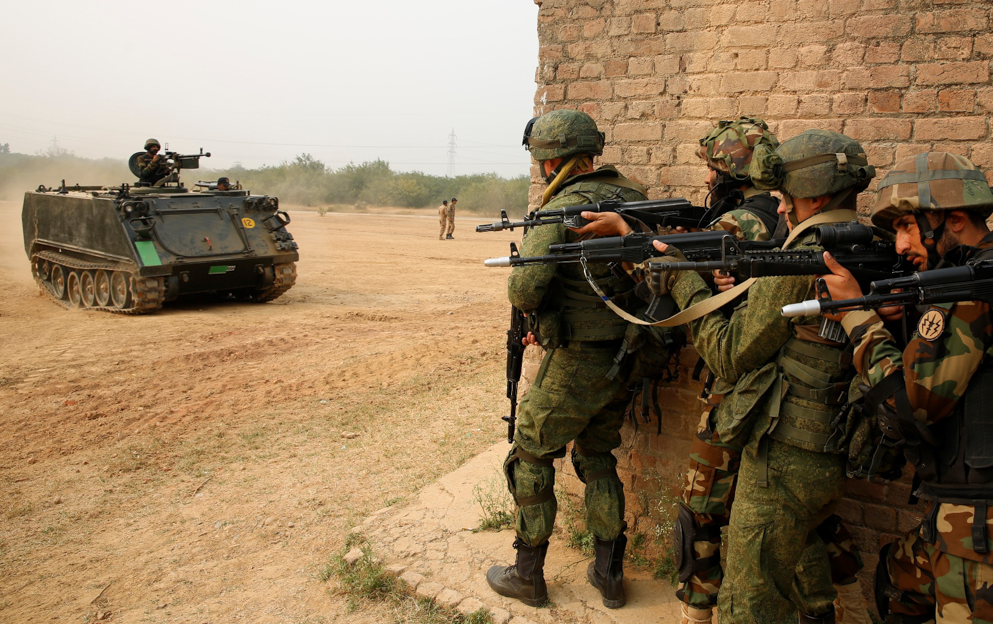
Exercices des forces anti-terroristes du Special Service Group.

Le 5 juillet 2011, l'armée pakistanaise lance dans le centre de l'agence de Kurram, une opération militaire mobilisant environ 4 000 soldats, des blindés et forces aériennes. Elle vise le Tehrik-e-Taliban Pakistan dans le but de reprendre cette zone stratégique, point de passage avec l'Afghanistan. Finalement, après environ trois mois de combats, l'opération s'avère être un succès alors que les objectifs semblaient en fait très limités. L'offensive, d'une ampleur moyenne, visait surtout à reprendre la route stratégique qui traverse l'agence et conduit à Parachinar et donc à l'Afghanistan.
À partir de juin 2011, des incursions spectaculaires de combattants ont lieu depuis l'Afghanistan dans les régions tribales et la province de Khyber Pakhtunkhwa (surtout dans les districts du Haut-Dir et de Chitral). Des centaines de combattants attaquent les positions des forces de sécurité, tuant des dizaines de soldats, détruisent des écoles et prennent temporairement le contrôle de certaines zones proches de la frontière. Les autorités annoncent alors le déploiement de forces supplémentaires dans les régions concernées. Le 2 septembre, vingt-sept adolescents pakistanais sont enlevés par les talibans pakistanais (TTP) alors qu'ils avaient franchi par erreur la frontière avec l'Afghanistan depuis l'agence de Bajaur. Le TTP demande notamment le désarmement de milices constituées par des tribus opposées aux talibans et alliées au gouvernement.
Ces attaques font redoubler les tensions entre le Pakistan et l'Afghanistan alors que ce dernier pays continue d'accuser les autorités pakistanaises de couvrir les mouvements menant des attaques en Afghanistan. Le Pakistan accuse pour sa part l'Afghanistan d'être responsable de ces incursions. En septembre 2011, les tensions atteignent un niveau très important après l'assassinat de Rabbani, proche de président afghan Hamid Karzai. Les autorités afghanes estiment que l'assassinat a été planifié au Pakistan par le conseil des talibans. Le même mois, la CIA accuse les autorités pakistanaises de soutenir le réseau Haqqani, proche des talibans afghans, provoquant l'indignation de la classe politique pakistanaise, qui rejette la pression américaine.

#### Opérations en Khyber et bavure américaine (2011-2012)

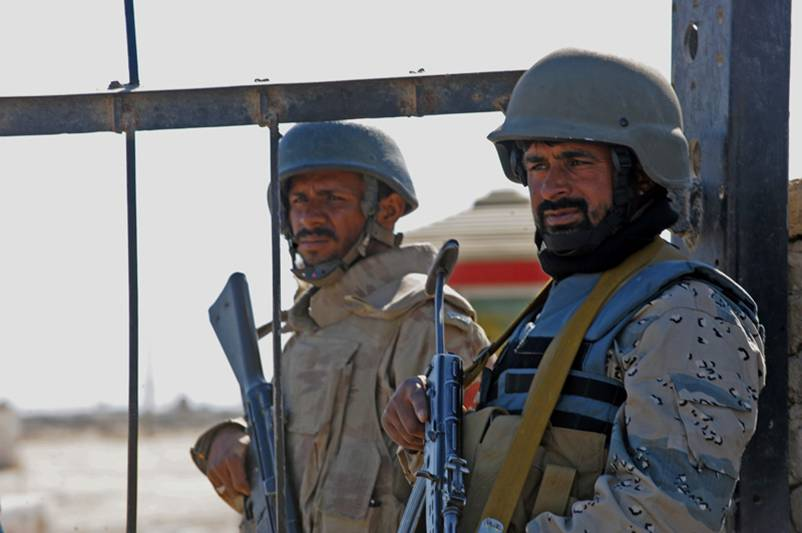
Un soldat pakistanais (à gauche) et un soldat afghan se tenant chacun de son côté de la frontière en janvier 2010.

En octobre 2011, alors que tensions et combats s'intensifient dans l'agence de Khyber, l'armée y lance une opération militaire, notamment contre le Lashkar-e-Islam, deuxième plus important groupe taliban pakistanais après le TTP. Des milliers de civils fuient la région. En novembre 2011, les combats s'intensifient ensuite dans l'agence d'Orakzai et l'agence de Kurram, tuant plus de 230 talibans entre le 15 novembre et le 2 décembre 2011. Les opérations aériennes pakistanaises sont relativement intenses. Le 12 novembre 2011, Rao Qamar Suleman, alors chef d’état-major de l’aviation pakistanaise déclare qu'en deux ans, 5 500 frappes ont été effectuées pour 10 600 bombes larguées sur 4 600 objectifs.
Les relations, déjà tendues depuis la mort d'Oussama ben Laden, entre le Pakistan et les États-Unis, se détériorent gravement à la suite de l'incident frontalier afghano-pakistanais du 26 novembre 2011 lorsque des hélicoptères de l'OTAN franchissent la frontière pakistanaise afin de chasser des talibans et tuent 24 soldats pakistanais postés à un point de contrôle. La situation place le gouvernement dans une position délicate alors qu'une partie de l'opposition dénonce l'alliance avec les États-Unis. Le Pakistan ferme alors à nouveau la route d’approvisionnement de l'OTAN (la passe de Khyber) et continue de demander la réduction de la présence américaine au Pakistan. Le 11 décembre, les États-Unis évacuent les drones américains basés sur la base aérienne de Shamsi, située dans la province du Baloutchistan. Les Américains demandent ensuite la réouverture de la route et bloquent 1,1 milliard de dollars d'aide à l'armée pakistanaise. De son côté, le gouvernement pakistanais demande aux États-Unis des excuses officielles. Le 3 juillet 2012, après un record de sept mois de blocage, le gouvernement accepte le rouvrir la route après avoir obtenu les excuses américaines et le déblocage des aides militaires,.

### Nouvelles tentatives de paix (2013-2014)

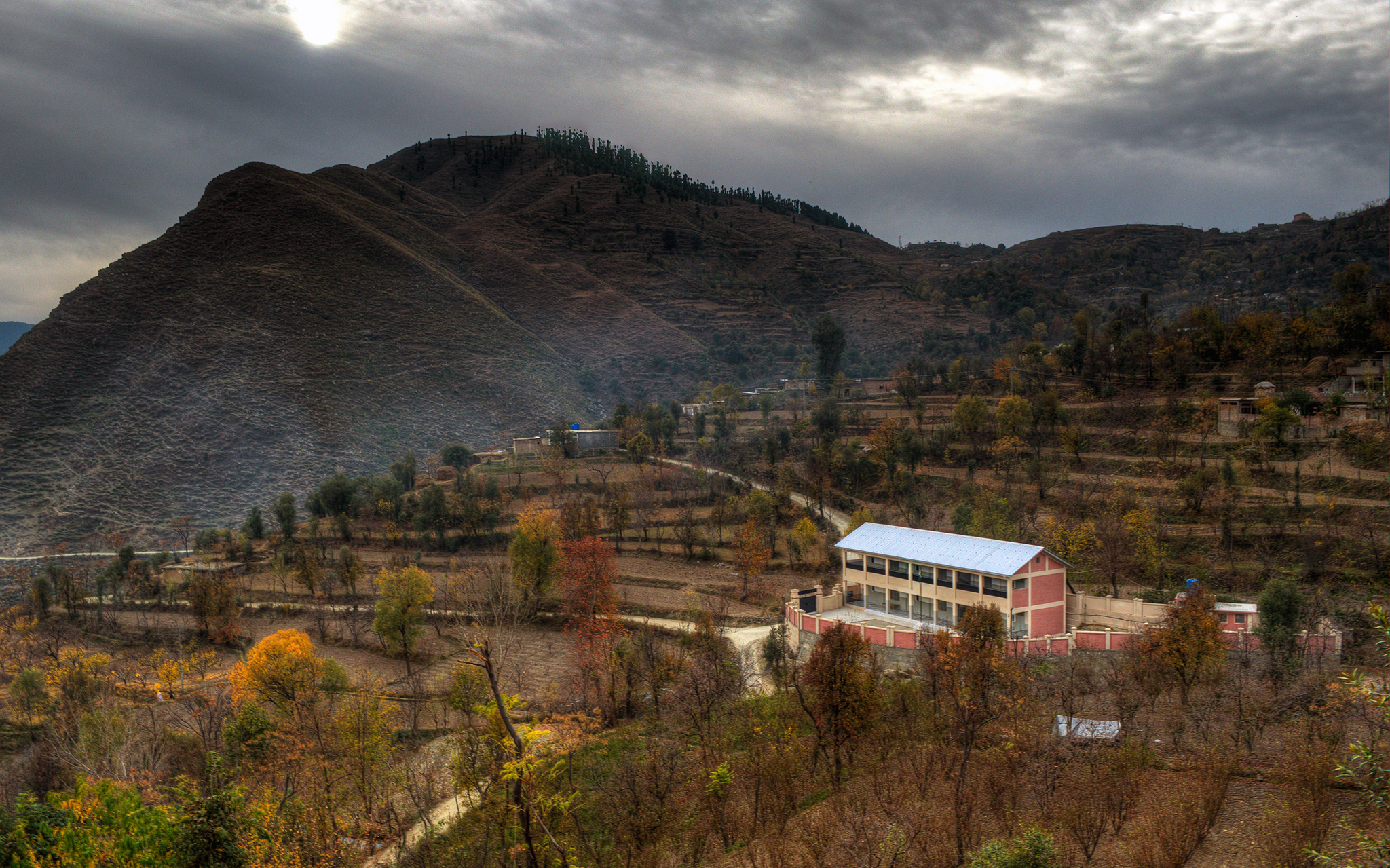
École pour filles en construction dans la vallée de Swat, en 2014.

À la suite de la victoire de l'opposant Nawaz Sharif aux élections législatives de mai 2013, celui-ci entame des négociations de paix, conformément à ses promesses électorales. Entre mars et avril 2014, le TTP a déclaré un cessez-le-feu de cinq semaines destiné à l'origine à aider le processus de paix avec le gouvernement. Celui-ci l'a rompu et, alors que les opérations militaires pakistanaises (dont des bombardements aériens) étaient reprises, faisant des dizaines de morts, la rébellion est en proie à des combats entre factions rivales faisant près d'une centaine de morts,. L'attaque contre l'aéroport international Jinnah à Karachi le 8 juin 2014, qui fait près de 40 morts et est revendiquée par les talibans du TTP, met définitivement fin au processus et le gouvernement annonce dès le 15 juin une nouvelle opération militaire dans le Waziristan du Nord, dernier bastion taliban jamais l'objet de vastes offensives. Cette région avait longtemps concentré des tensions importantes avec les États-Unis, qui ont fait pression sans succès pendant près de quatre ans pour que le Pakistan y lance une offensive.

### Offensive au Waziristan du Nord (2014-2016)

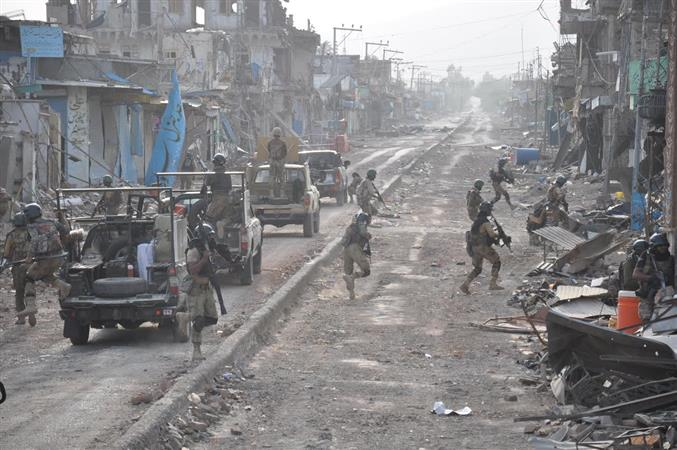
Opérations militaires dans le Waziristan du Nord, en 2015.

À partir du 15 juin 2014, les forces armées pakistanaises lancent l'opération Zarb-e-Azb. Cette vaste offensive, qui vise à débusquer les insurgés étrangers et locaux qui se cachent dans le Waziristan du Nord, a reçu un large soutien dans les milieux politiques, de la Défense et de la société civile pakistanaise. Un groupe de religieux musulmans a déclaré une fatwa approuvant l'opération, l’étiquetant comme un « jihad contre le terrorisme »,.
Le Pakistan affronte désormais des groupes armés beaucoup plus diversifiés et divisés, à la suite de nombreuses dissensions en sein du TTP. Le groupe Joundallah, le dissident du TTP Jamaat-ul-Ahrar et le Mouvement islamique d'Ouzbékistan prêtent ainsi allégeance à l'État islamique, tandis que le TTP reste allié avec Lashkar-e-Jhangvi, le réseau Haqqani et Al-Qaïda, rivaux de l'État islamique. Quelque 30 000 soldats seraient mobilisés dans la zone, dont près la moitié appelés en renfort. Selon des estimations non vérifiées, les combats auraient causé la mort de 3 000 insurgés et 300 soldats pakistanais en près d'une année. L'armée mène surtout des frappes aériennes et des recherches dans les habitations, et subit de nombreuses pertes du fait d'engins explosif improvisés souvent posés près des routes. Jusqu'à un million de civils sont déplacés par les combats puis commencent à revenir dans la région à partir de décembre 2014.
Le 16 décembre 2014, le TTP revendique le massacre de l'école militaire de Peshawar qui fait 141 morts, dont 132 enfants. Il aurait été perpétré en réponse à cette offensive et prétend venger la mort de femmes et d'enfants tués lors des bombardements de l'armée pakistanaise visant les insurgés. L'attaque terroriste devient alors la plus meurtrière de l'histoire du pays, et le gouvernement promet en réponse d’intensifier encore les opérations militaires en cours et annonce un ambitieux « Plan d'action national ». Le 7 septembre 2015, l'aviation pakistanaise effectue dans la région sa première frappe depuis un drone de combat. En avril 2016, le chef de l'armée Raheel Sharif annonce le succès de l'opération et la fin de l'offensive, qui va se transformer en opérations de « recherches et de nettoyage ».

### Émergence de l’État islamique (2015)

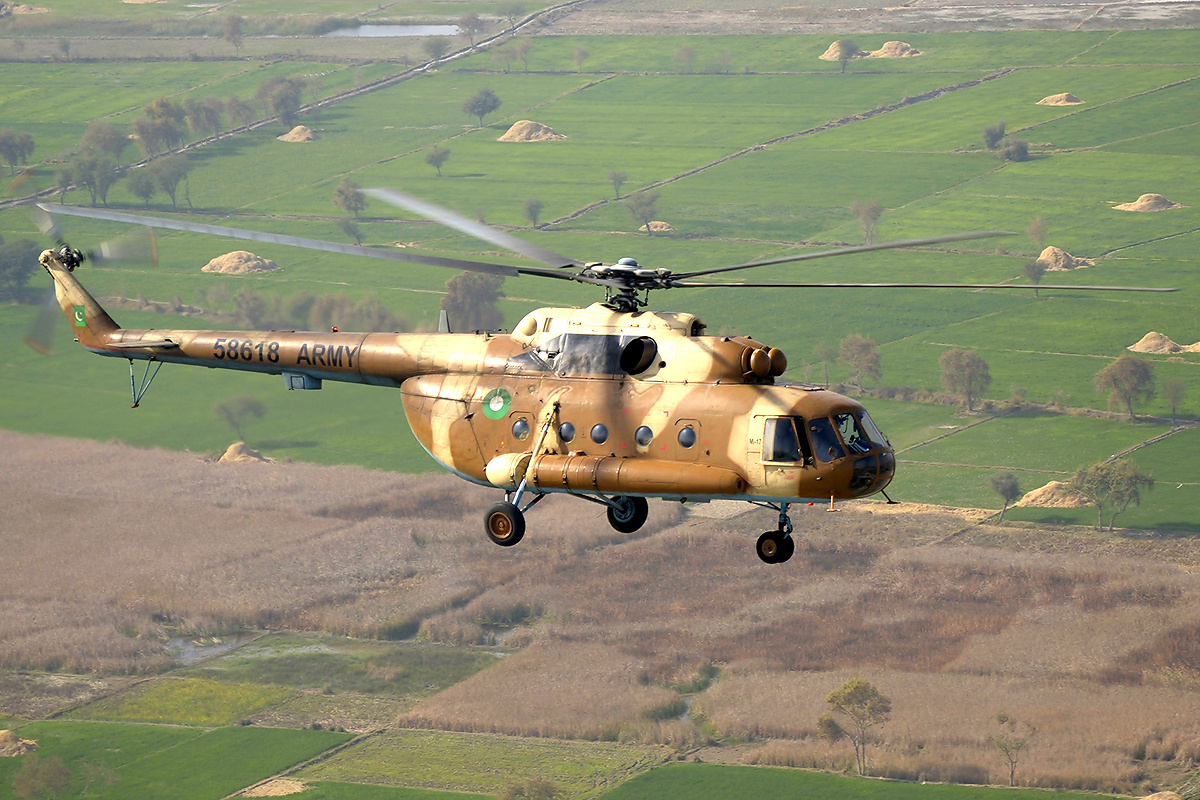
Un Mil Mi-17 de l'armée pakistanaise.

Le 13 mai 2015, une nouvelle attaque tue 45 personnes à Karachi en visant des membres de la communauté chiite minoritaire ismaélienne. Elle est revendiquée par l'organisation État islamique (EI) via le groupe Joundallah et serait ainsi la première action d'envergure menée par l'organisation. Toutefois, le gouvernement pakistanais écarte pour sa part cette possibilité, pointant une responsabilité des services secrets indiens. D'autres attentats sont pourtant revendiqués par l'EI par la suite, comme l'attentat du 8 août 2016 à Quetta et l'attentat du sanctuaire de La'l Shahbâz Qalandar le 16 février 2017. En représailles, l'armée pakistanaise tue 15 insurgés dans le district de Swabi et le 8 avril, la police pakistanaise abat dix membres des talibans pakistanais à Lahore, dont l'un des auteurs des attentats de février 2017.

### Accalmie et désengagement américain (2017-2019)

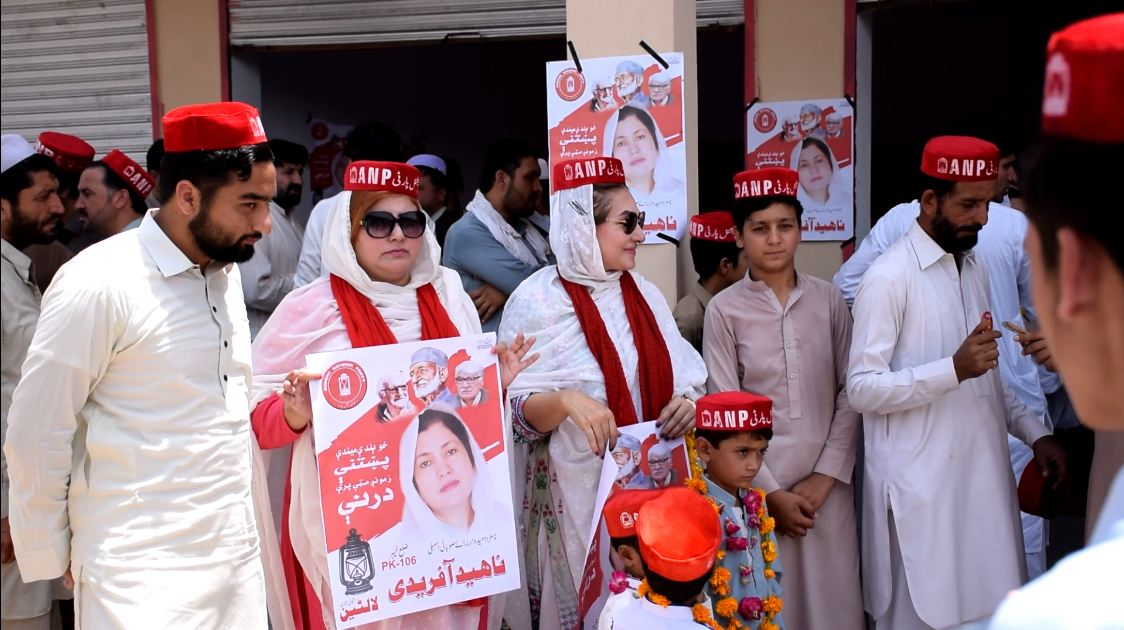
Militants du Parti national Awami à Khyber, lors des élections prévues dans le cadre de la fusion des régions tribales.

Malgré les attaques spectaculaires de l'EI, le niveau global de violence baisse dans le pays entre 2015 et 2017, passant de 6 600 morts à 2 000, alors que l’insurrection a perdu quasiment toutes assises territoriales à la suite des dernières opérations militaires. Toutefois, une nouvelle vague d'attentats frappe le pays à l'occasion des élections législatives de 2018. Le plus violent a lieu le 13 juillet à Mastung contre un meeting du Parti baloutche Awami et tue 149 personnes. Revendiqué par l'EI, c'est le second attentat le plus meurtrier de l'histoire du pays,. En 2019, près de 357 personnes sont tuées dans des attaques terroristes, un chiffre en baisse de 40 % par rapport à 2018, tandis que 113 insurgés présumés sont tués et 231 arrêtés.
En baisse quasiment constante depuis 2010, les attaques de drones américains dans les régions tribales cessent totalement en 2019 dans le contexte d'un désengagement des États-Unis qui ont entamé des négociations avec les talibans afghans. Dans le même temps, ces zones fusionnent avec la province de Khyber Pakhtunkhwa, suscitant l'optimisme de la population qui espère l'accès à des services publics et la fin du régime juridique discriminatoire qui s'imposait à elle. Les années 2019 et 2020 sont les moins violentes depuis le début du conflit en 2004, avec en moyenne moins de deux morts par jour. Selon un rapport de l'ONU, le Tehrik-e-Taliban Pakistan ne compte plus que 6 000 combattants en 2021, contre près de 25 000 à son maximum début 2014. Les opérations militaires ont forcé le groupe à se réfugier en Afghanistan, principalement dans la province de Nangarhar.

### Retour des talibans à Kaboul et hausse des violences (depuis 2020)

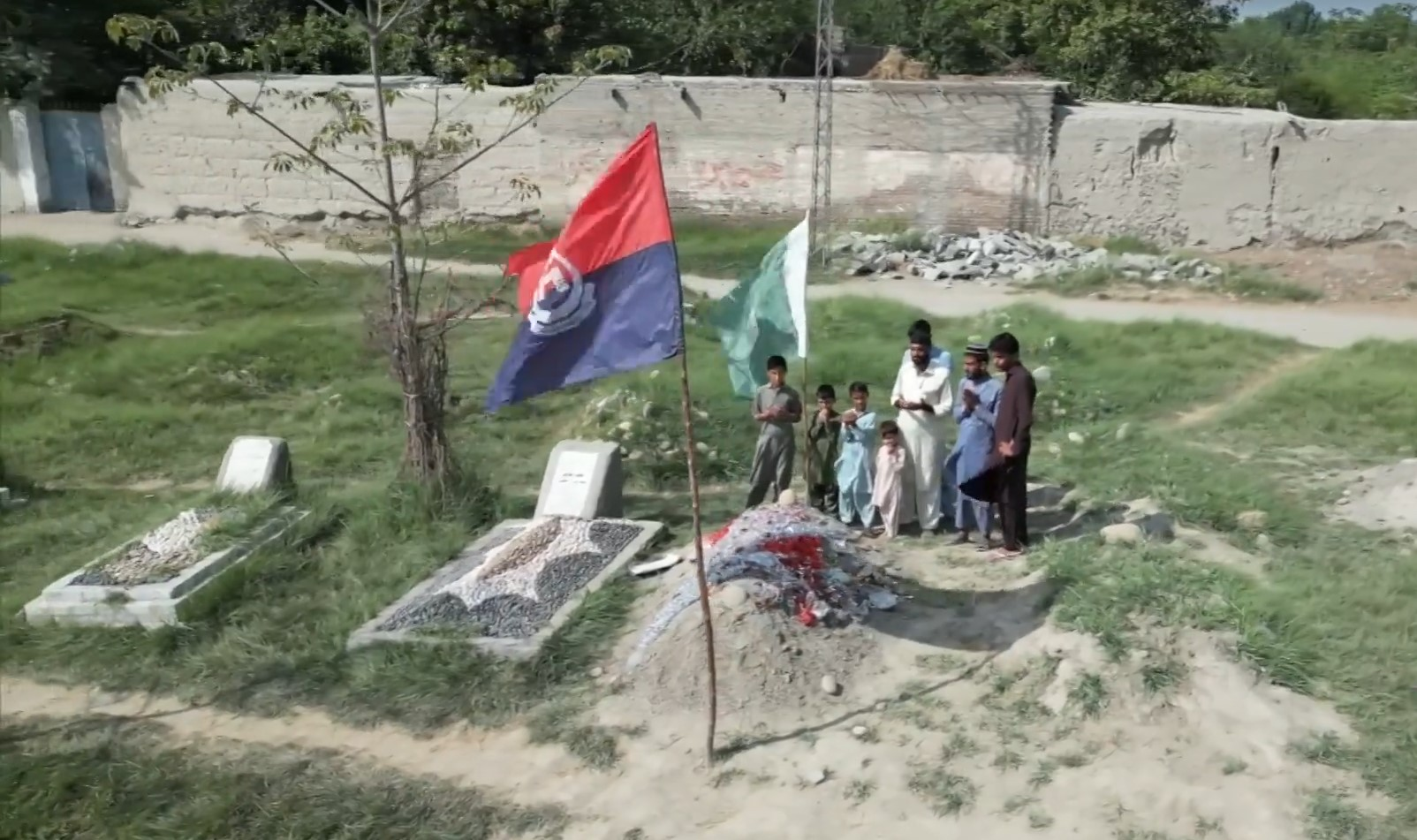
Enterrement d'un policier tué lors d'une attaque talibane.

Des craintes subsistent sur la capacité de l'insurrection à reprendre de la vigueur. Sous l'effet d'une médiation menée par Al-Qaida, les diverses factions l'ayant quitté rejoignent de nouveau le TTP en 2019, à l'instar de Jamaat-ul-Ahrar. Le groupe maintient également des relations avec les talibans afghans, qui ont repris le pouvoir à Kaboul en août 2021, une victoire saluée par le Premier ministre Imran Khan. Le TTP établit des liens avec d'autres groupes armés, notamment les séparatistes du Front de libération du Baloutchistan, lui permettant de s'implanter dans la province pour viser les intérêts chinois, et les deux groupes s'aident pour mener des attaques.
La chute de Kaboul en aout 2021 a redynamisé les talibans pakistanais, notamment du fait de la libération de centaines de leurs combattants, qui mettent également la main sur l'important arsenal d'armes occidentales de la défunte Armée nationale afghane. Des médiations ont été menées à Kaboul par les talibans afghans en présence de représentants du gouvernement pakistanais et du TTP. Un cessez-le-feu avait été décidé mais celui-ci n’a jamais été totalement respecté et le TTP le rompt au bout de cinq mois, fin novembre 2022. En octobre 2022, l'insécurité quotidienne a poussé des milliers de personnes dans la vallée de Swat à descendre dans la rue, notamment pour protester contre la recrudescence des violences et racket du TTP.
L'année 2022 devient ainsi la plus violente depuis 2017. Avec 380 membres des forces de sécurité tués cette année, il s'agit même du bilan le plus meurtrier depuis 2014. Les insurgés pakistanais multiplient les attaques transfrontalières et les relations se tendent avec le régime taliban, qui refuse de reconnaitre la frontière entre les deux pays. Le pouvoir pakistanais accuse les talibans de faire preuve de bienveillance envers les combattants pakistanais, et en représailles, il mène des frappes aériennes en Afghanistan et érige une clôture de séparation entre les deux pays,.
L'année 2023 est marquée par deux attentats particulièrement meurtriers. Le 30 janvier 2023, une mosquée utilisée par des policiers locaux est prise pour cible par un kamikaze, qui cause une centaine de morts, attaque revendiquée par la Jamaat-ul-Ahrar. Le 30 juillet, une nouvelle attaque vise un rassemblement du parti islamiste Jamiat Ulema-e-Islam et tue une cinquantaine de personnes. En 2024, la violence et les attaques transfrontalières augmentent encore, tandis qu'un rapport de l'ONU pointe une hausse de l'aide des talibans afghans au TTP, qui fourniraient des armes, des facilités de déplacements et des maisons pour ses chefs à Kaboul,. Avec 753 membres de forces de sécurité pakistanaises tués, il s'agit de la deuxième pire année pour le pouvoir depuis le début du conflit après 2009, qui avait connu un millier de morts. Le 28 décembre 2024, le gouvernement taliban de Kaboul revendique la mort de 19 soldats pakistanais dans une attaque, en représailles à un bombardement sur le sol afghan. La situation continue de se détériorer en 2025 : dès le mois d'août, le nombre de victimes parmi les forces de l'ordre atteint celui de la totalité de l'année 2024.

## Rôle des États-Unis

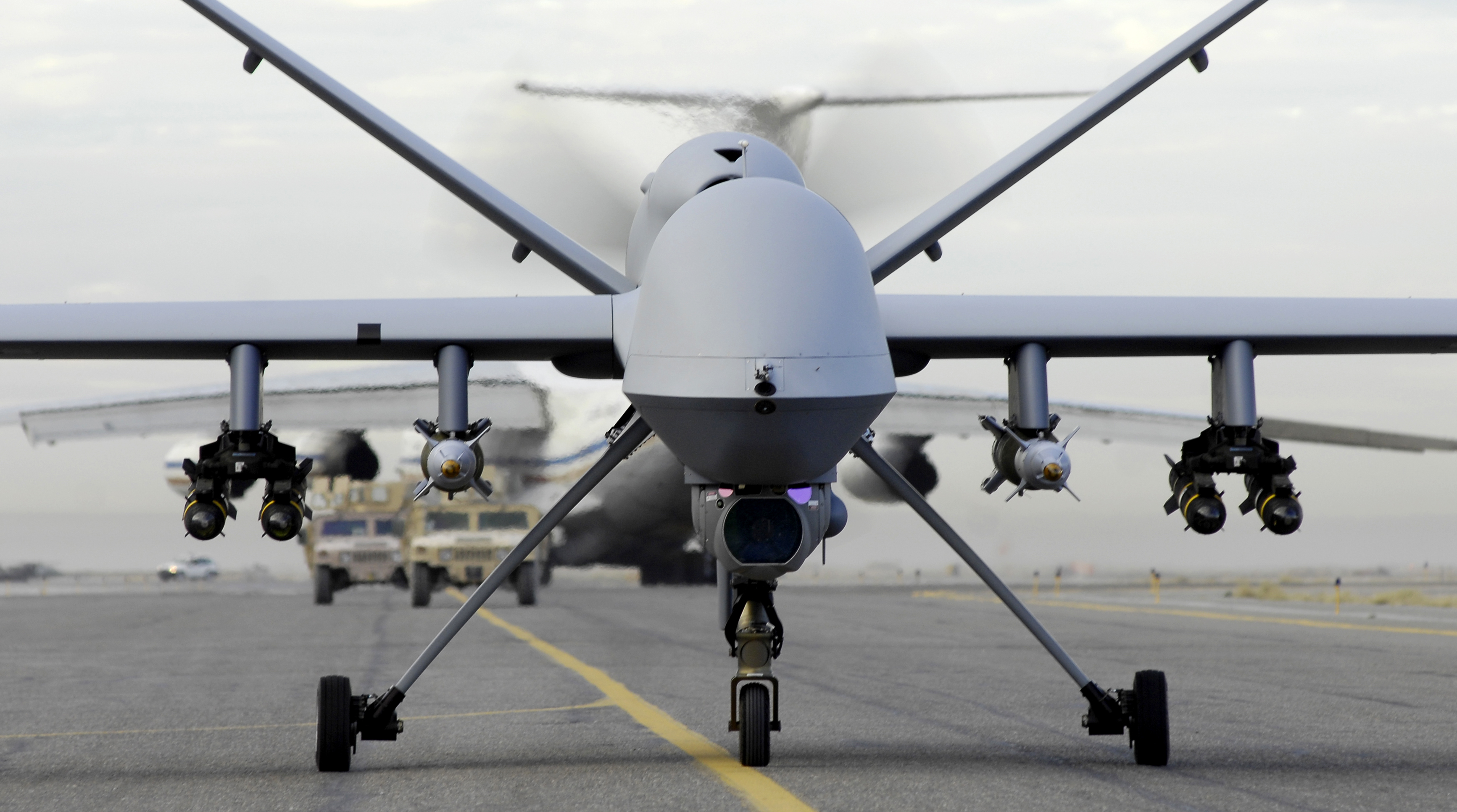
Décollage d'un General Atomics MQ-9 Reaper en Afghanistan.

Tandis que le Pakistan mène des opérations contre les insurgés pakistanais, le gouvernement américain a longtemps émis sans succès le souhait que le Pakistan lance une offensive contre les talibans afghans présents dans le Waziristan du Nord. Cette région qui fait partie des régions tribales sert de base arrière à nombreux talibans, membres d'Al-Qaïda et du réseau Haqqani pour mener des attaques en Afghanistan,. Bien qu'alliés, les deux pays mènent en réalité des stratégies différentes et les relations bilatérales ont connu plusieurs crises importantes.
Les États-Unis ont fourni, entre 2002 et 2008 au titre du Coalition Support Fund, 6,6 milliards de dollars d'aide militaire pour lutter contre les talibans, dont une faible partie a effectivement été attribuée à cette tâche. En octobre 2009, Barack Obama signe le Enhanced Partnership with Pakistan connu sous le nom de plan Kerry-Lugar-Berman offrant une aide non-militaire sous conditions de 1,5 milliard de dollars par an au Pakistan répartie jusqu'en 2014 soit un total de 7,5 milliards,. En 2009, 14 bataillons des Frontier Corps, soit 9 000 hommes sont entraînés par des militaires américains. L'effectif alors sur place varie entre 80 et 100 militaires des forces d'opérations spéciales et du personnel de soutien, y compris environ 35 formateurs. Trois Marines participant à cette formation ont été tués dans un attentat lors de l'inauguration d'une école pour filles le 3 février 2010.
Les drones de combat américains ont régulièrement bombardé les régions tribales, et surtout le Nord-Waziristan, malgré la réprobation du Pakistan. Ces attaques illégales sont ainsi menées par la CIA. Selon le think tank New America, 414 attaques ont tué jusqu'à 3 700 personnes, dont jusqu’à 20 % de civils. L'administration Obama a généralisé ces attaques : en 2010, il y a eu plus d'attaques de drones que les huit années précédentes. Avec le lancement de l'offensive terrestre pakistanaise dans cette région en 2014, les bombardements américains se réduisent (jusqu'à s'arrêter en 2019),, ce qui n'empêche pas le chef taliban Maulana Fazlullah d'être tué en Afghanistan par un drone américain en juin 2018.

## Bilan

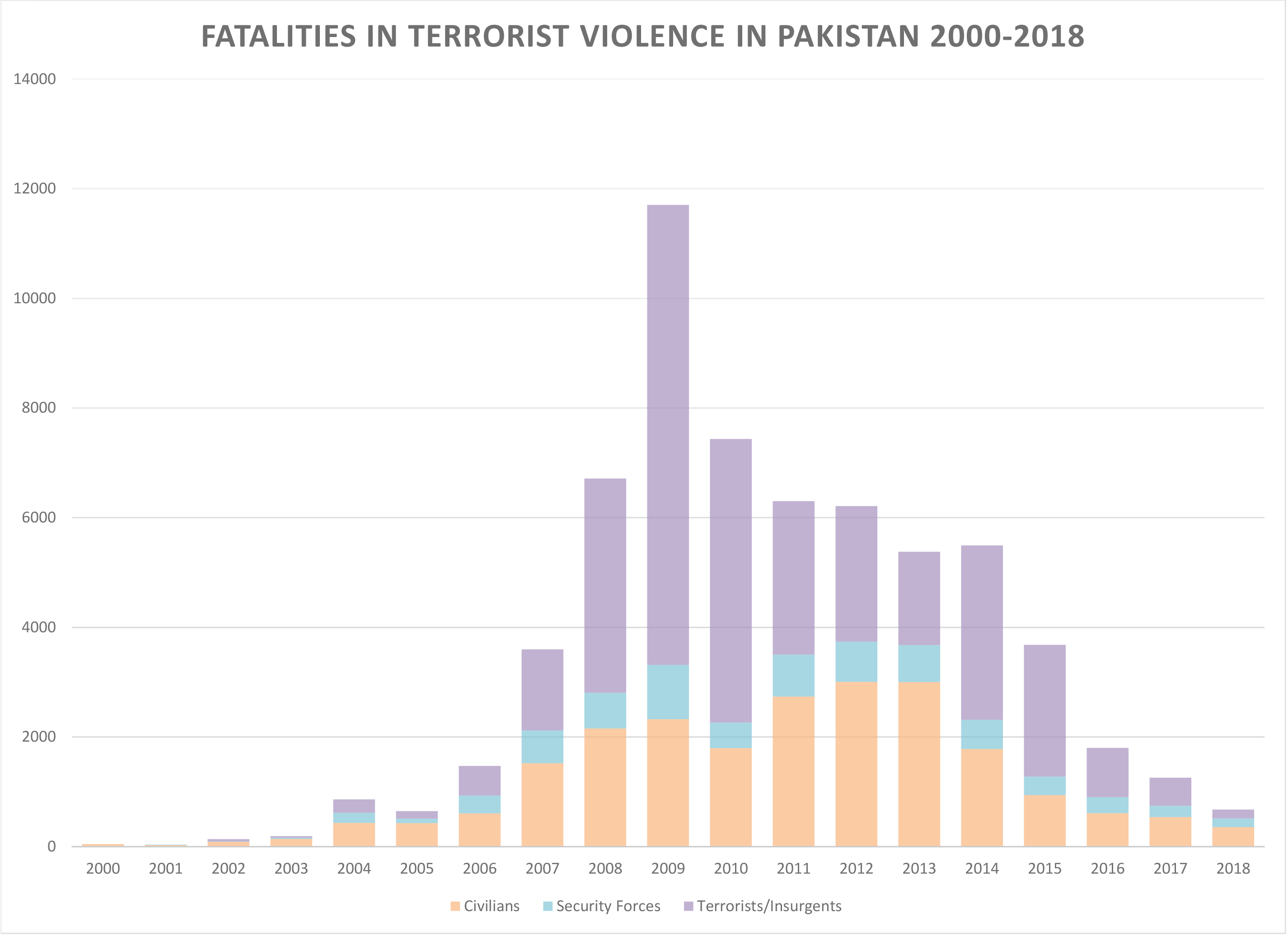
Bilan humain du conflit entre 2000 et 2018.

Selon le site SATP, le nombre total de victimes dues aux combats et aux attentats s'élèvent à près de 64 000 de 2000 à 2020. Ces données proviennent des bilans communiqués par des sources officielles ainsi que d'informations journalistiques.
| Année | Civils tués | Militaires tués | Insurgés tués | Total  | +/-   |
| ----- | ----------- | --------------- | ------------- | ------ | ----- |
| 2003  | 140         | 24              | 25            | 189    | -     |
| 2004  | 435         | 184             | 244           | 863    | 356 % |
| 2005  | 430         | 81              | 137           | 648    | 25 %  |
| 2006  | 608         | 325             | 538           | 1 471  | 127 % |
| 2007  | 1 522       | 597             | 1 479         | 3 598  | 145 % |
| 2008  | 2 155       | 654             | 3 906         | 6 715  | 177 % |
| 2009  | 2 324       | 991             | 8 389         | 11 704 | 74 %  |
| 2010  | 1 796       | 469             | 5 170         | 7 435  | 36 %  |
| 2011  | 2 738       | 765             | 2 800         | 6 303  | 15 %  |
| 2012  | 3 007       | 732             | 2 472         | 6 211  | 1 %   |
| 2013  | 3 001       | 676             | 1 702         | 5 379  | 13 %  |
| 2014  | 1 781       | 533             | 3 182         | 5 496  | 2 %   |
| 2015  | 940         | 339             | 2 403         | 3 682  | 33 %  |
| 2016  | 612         | 293             | 898           | 1 803  | 51 %  |
| 2017  | 540         | 208             | 512           | 1 260  | 30 %  |
| 2018  | 369         | 165             | 157           | 691    | 45 %  |
| 2019  | 142         | 137             | 86            | 365    | 47 %  |
| 2020  | 169         | 178             | 159           | 506    | 39 %  |
| 2021  | 215         | 226             | 223           | 664    | 31 %  |
| 2022  | 229         | 379             | 363           | 971    | 46 %  |
| 2023  | 398         | 532             | 584           | 1 513  | 47 %  |
| 2024  | 581         | 753             | 896           | 2 234  | 48 %  |
| Total | 21 999      | 9 179           | 35 272        | 69 662 | -     |

## Théories du complot extérieur
Depuis le début du conflit et la forte recrudescence des attentats qui frappent le pays depuis 2007, des idées se sont développées au sein d'une partie de l'opinion publique pakistanaise selon lesquelles les attaques terroristes sont organisées ou financées grâce à un soutien étranger. L'Inde et les États-Unis sont les pays les plus souvent cités par les partisans de ces théories. L'Inde serait ainsi accusée de vouloir déstabiliser le Pakistan alors que les deux pays sont en conflit concernant la partition du Cachemire, et les États-Unis sont accusés de vouloir créer un prétexte pour s'implanter dans la région.
La plupart des attentats est pourtant revendiquée sans ambiguïté par le Tehrik-e-Taliban Pakistan, à l'exception toutefois de certains attentats comme ceux visant les marchés par exemple. Les autorités pakistanaises ont même parfois implicitement soutenu ces idées. Par exemple, après l'attentat du 1er juillet 2010 à Lahore, le chef du gouvernement local de la province du Pendjab Shahbaz Sharif a déclaré que « des mains étrangères étaient impliquées dans l'attaque ». À l'inverse, le ministre de l'intérieur Rehman Malik a par exemple déclaré le 21 novembre 2010 qu'il n'y avait pas d'implication étrangère dans le terrorisme frappant le pays et que les attentats étaient perpétrés par des nationaux et grâce à l'appui de nationaux.
Dans un sondage réalisé en octobre 2009, 51 % des Pakistanais se déclarent en faveur de ces offensives et 13 % contre. Une partie de l'opinion est en effet réticente à l'égard d'un conflit direct, de peur que les combats ne se généralisent à l'ensemble du pays, ou que le Pakistan ne serve que les intérêts des États-Unis.